# Liste der Biografien/Eic
Liste der Biografien |
Portal Biografien |
Personensuche
# |
A |
B |
C |
D |
E |
F |
G |
H |
I |
J |
K |
L |
M |
N |
O |
P |
Q |
R |
S |
T |
U |
V |
W |
X |
Y |
Z |
?
 
Ea |
Eb |
Ec |
Ed |
Ee |
Ef |
Eg |
Eh |
Ei |
Ej |
Ek |
El |
Em |
En |
Eo |
Ep |
Eq |
Er |
Es |
Et |
Eu |
Ev |
Ew |
Ex |
Ey |
Ez
 
Eia |
Eib |
Eic |
Eid |
Eie |
Eif |
Eig |
Eih |
Eij |
Eik |
Eil |
Eim |
Ein |
Eip |
Eir |
Eis |
Eit |
Eiv |
Eix |
Eiy |
Eiz
Die Liste der Biografien führt alle Personen auf, die in der deutschsprachigen Wikipedia einen Artikel haben. Dieses ist eine Teilliste mit 717 Einträgen von Personen, deren Namen mit den Buchstaben „Eic“ beginnt.

## Eic

### Eich
- Eich, Armin (* 1965), deutscher Althistoriker
- Eich, Brendan (* 1961), amerikanischer Programmierer
- Eich, Carl (1824–1893), deutscher Gutsbesitzer und Politiker
- Eich, Carsten (* 1970), deutscher Langstreckenläufer
- Eich, Cedric (* 2000), deutscher Schauspieler und Synchronsprecher
- Eich, Clemens (1954–1998), deutscher Schauspieler und Schriftsteller
- Eich, Daniel (* 2000), Schweizer Judoka
- Eich, Dieter († 2000), deutsches Mordopfer
- Eich, Günter (1907–1972), deutscher Hörspielautor und LyrikerGünter Eich (1907–1972)

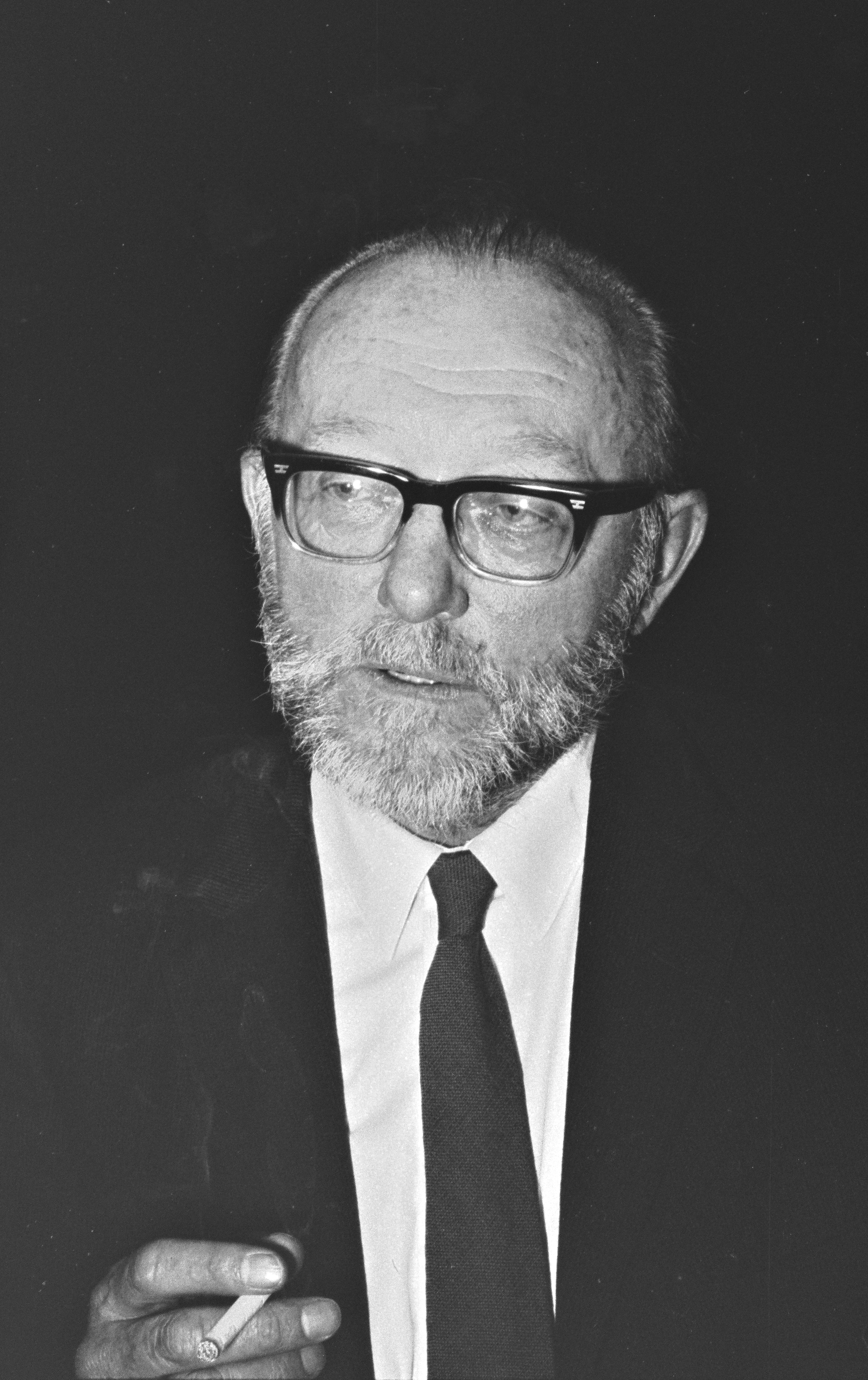
Günter Eich (1907–1972)

- Eich, Hermann (1879–1963), preußischer Verwaltungsjurist und Landrat des Kreises Kleve
- Eich, Jakob (1888–1947), deutscher katholischer Geistlicher, Apostolischer Vikar von Groß-Namaland, Südwestafrika
- Eich, Johann Friedrich (1748–1807), deutscher Porträtmaler
- Eich, Johann Friedrich (1812–1879), Lehrer und Politiker
- Eich, Kornelius (* 1989), deutscher Theaterregisseur
- Eich, Ludwig (* 1942), deutscher Politiker (SPD), MdL, MdB
- Eich, Marina Anna (* 1976), deutsche Schauspielerin und FilmproduzentinMarina Anna Eich (* 1976)

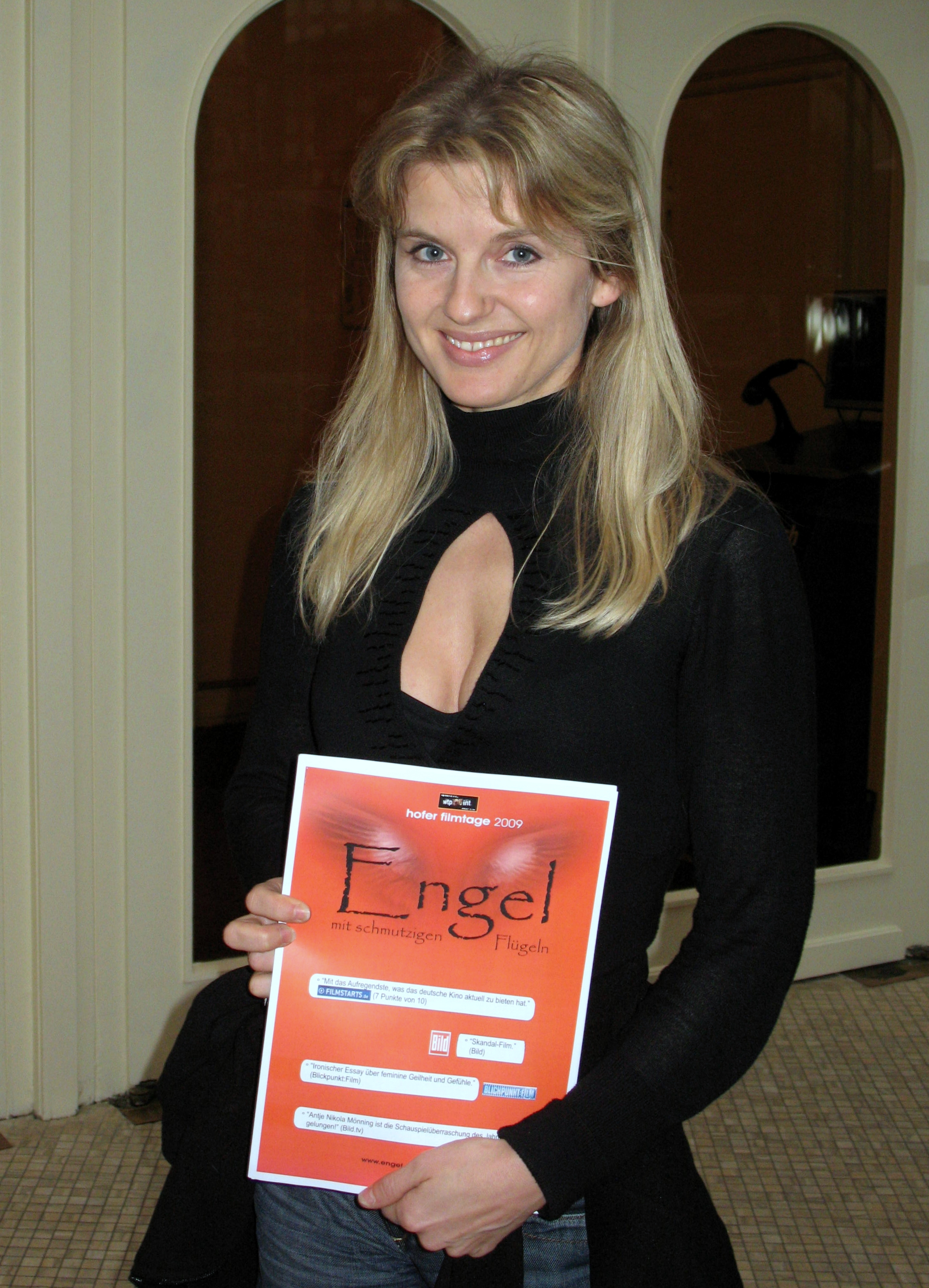
Marina Anna Eich (* 1976)

- Eich, Matthias Olof (* 1975), deutscher Regisseur und Drehbuchautor
- Eich, Peter (1781–1868), deutscher Gutsbesitzer und Politiker
- Eich, Peter (1837–1919), deutscher Verwaltungsjurist und Parlamentarier
- Eich, Peter (* 1963), deutscher Fußballtorwart
- Eich, Peter (* 1970), deutscher Althistoriker
- Eich, Robert (* 1828), deutscher Fotograf und Architekturmaler
- Eich, Tay (* 1955), deutscher Rechtsanwalt und Politiker (Die Grünen), MdB
- Eich, Thomas (* 1973), deutscher Islamwissenschaftler
- Eich, Walter (1925–2018), Schweizer Fussballtorhüter
- Eich, Wilhelm (1850–1935), deutscher Missionar in Deutsch-Südwestafrika
- Eich, Wilhelm (1858–1935), österreichischer Politiker (SDAP), Mitglied des Bundesrates
- Eich, Wilhelm (1889–1966), deutscher Betriebswirt und Berliner Politiker (FDP)
- Eich, Xara (* 2007), deutsche Schauspielerin und Synchronsprecherin
- Eich-Born, Marion (* 1955), deutsche Politikerin, Staatssekretärin in Thüringen

#### Eicha
- Eichacker, Reinhold (1886–1931), deutscher Jurist und Schriftsteller
- Eichardt, Gisela (* 1964), deutsche Bildhauerin

#### Eichb
- Eichbauer, Fritz (1928–2025), deutscher Bauunternehmer
- Eichbaum, Christoph (* 1982), deutscher Volleyballspieler
- Eichbaum, Erwin (1928–2017), deutscher Maler und Bildhauer
- Eichbaum, Franz (1906–1980), deutsch-brasilianischer Mediziner und Mikrobiologe
- Eichbaum, Gerda (1903–1992), deutsch-neuseeländische Germanistin
- Eichbaum, Gisela (1920–1996), deutschbrasilianische Malerin und Zeichnerin
- Eichberg, Bertha (1844–1864), deutsche Harfenistin
- Eichberg, Ekkehard (1916–1999), deutscher Pädagoge und Hochschullehrer
- Eichberg, Friedrich (1875–1941), österreichischer Maschinenbauingenieur und Industriemanager
- Eichberg, Günter (1946–2018), deutscher Unternehmensberater und Fußballfunktionär
- Eichberg, Henning (1942–2017), deutscher Kultursoziologe und gesellschaftskritischer Publizist
- Eichberg, Jan (* 1984), deutscher Drehbuchautor, Regisseur, Filmeditor, Schauspieler und Filmproduzent
- Eichberg, Julie (1847–1906), deutsche Sängerin
- Eichberg, Julius (1824–1893), deutsch-amerikanischer Violinist, Pädagoge, Komponist, Autor
- Eichberg, Moritz (1806–1892), deutscher Sänger und Chasan (Kantor) in Stuttgart
- Eichberg, Oskar (1845–1898), Pianist, Komponist, Autor
- Eichberg, Pauline (1839–1874), deutsche Pianistin
- Eichberg, Richard (1888–1952), deutscher Regisseur, Schauspieler und Filmproduzent
- Eichberg, Søren Nils (* 1973), deutsch-dänischer Komponist, Pianist und Dirigent
- Eichberg, Werner (1910–1988), deutscher Architekt
- Eichberger, Franz (1913–2004), österreichischer Mittelstreckenläufer
- Eichberger, Franz (1919–1991), österreichischer Filmschauspieler
- Eichberger, Günter (* 1959), österreichischer Schriftsteller
- Eichberger, Josef senior (1801–1862), deutscher Opernsänger (Sopran, Bass, Tenor) und Opernregisseur sowie Theaterintendant und Gesangspädagoge
- Eichberger, Leonhard Anselm (1915–1946), deutscher SS-HauptscharführerLeonhard Anselm Eichberger (1915–1946)

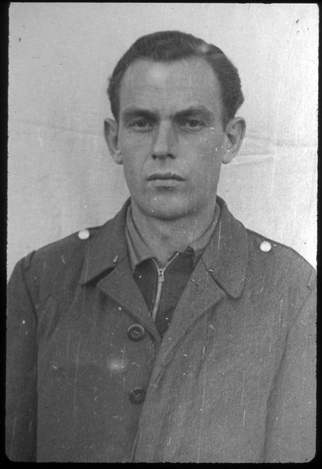
Leonhard Anselm Eichberger (1915–1946)

- Eichberger, Max (1850–1888), deutscher Opernsänger
- Eichberger, Michael (* 1953), deutscher Jurist und Richter des Bundesverfassungsgerichts
- Eichberger, Philipp (* 2003), österreichischer Fußballspieler
- Eichberger, Reinhard, deutscher Boxer
- Eichberger, Stefan (* 2000), österreichischer Skirennläufer
- Eichberger, Theodor (1835–1917), deutscher Satiriker, Bildhauer und Fastnachter in Mainz
- Eichberger, Thomas (* 1993), österreichischer Handballtorwart
- Eichberger, Wilhelm (1830–1904), deutscher Opernsänger (Bass), Opernregisseur und Gesangspädagoge
- Eichberger, Willy (1902–2004), österreichisch-amerikanischer Film- und Theaterschauspieler
- Eichberger, Wolfgang (1911–1963), deutscher Schauspieler, Hörspiel- und Synchronsprecher
- Eichborn, Hermann Ludwig (1847–1918), deutscher Musiker, Komponist und Autor
- Eichborn, Louis (1812–1882), deutscher Bankier und Schachspieler
- Eichborn, Reinhart von (1911–1990), deutscher Jurist, Lexikograph und Verleger
- Eichborn, Vito von (1943–2023), deutscher Verlagslektor und Verleger
- Eichborn, Wolfgang von (* 1948), deutscher Jurist, Richter am Bundesfinanzhof
- Eichburg, Matthew L., US-amerikanischer Offizier, Brigadegeneral der US-Army

#### Eiche
- Eiche, Fritz (1902–1967), deutscher Politiker (KPD)
- Eiche, Markus (* 1969), deutscher Opernsänger (Bariton)
- Eiche, Robert Indrikowitsch (1890–1940), sowjetischer Revolutionär und PolitikerRobert Indrikowitsch Eiche (1890–1940)

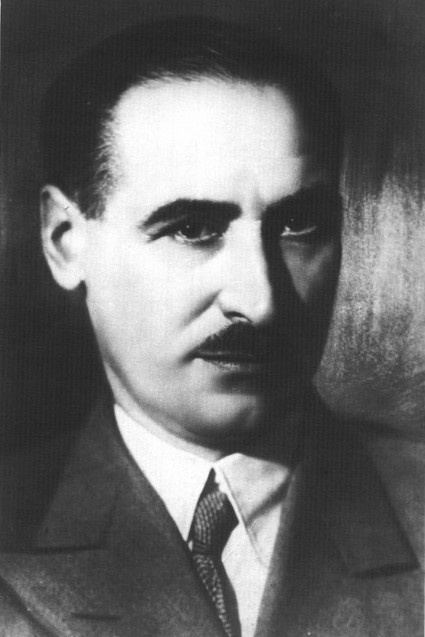
Robert Indrikowitsch Eiche (1890–1940)

- Eichel von Rautenkron, Johann (1621–1688), deutscher Ethnologe und Rechtswissenschaftler
- Eichel, Anette von (* 1971), deutsche Jazzmusikerin und Musikhochschulprofessorin
- Eichel, August Friedrich (1698–1768), preußischer Kabinettsrat
- Eichel, Carl Wilhelm (1812–1874), deutscher Jurist, Kommunalpolitiker, Novellist und Übersetzer
- Eichel, Christine (* 1959), deutsche Journalistin und Autorin
- Eichel, Eduard (1880–1956), deutscher Vizeadmiral der Kriegsmarine
- Eichel, Emanuel (1717–1782), deutscher Kupferstecher
- Eichel, Günter (* 1921), deutscher Autor und Übersetzer
- Eichel, Hans (1890–1948), deutscher Polizeidirektor und SA-Führer
- Eichel, Hans (* 1941), deutscher Politiker (SPD), MdL, MdBHans Eichel (* 1941)

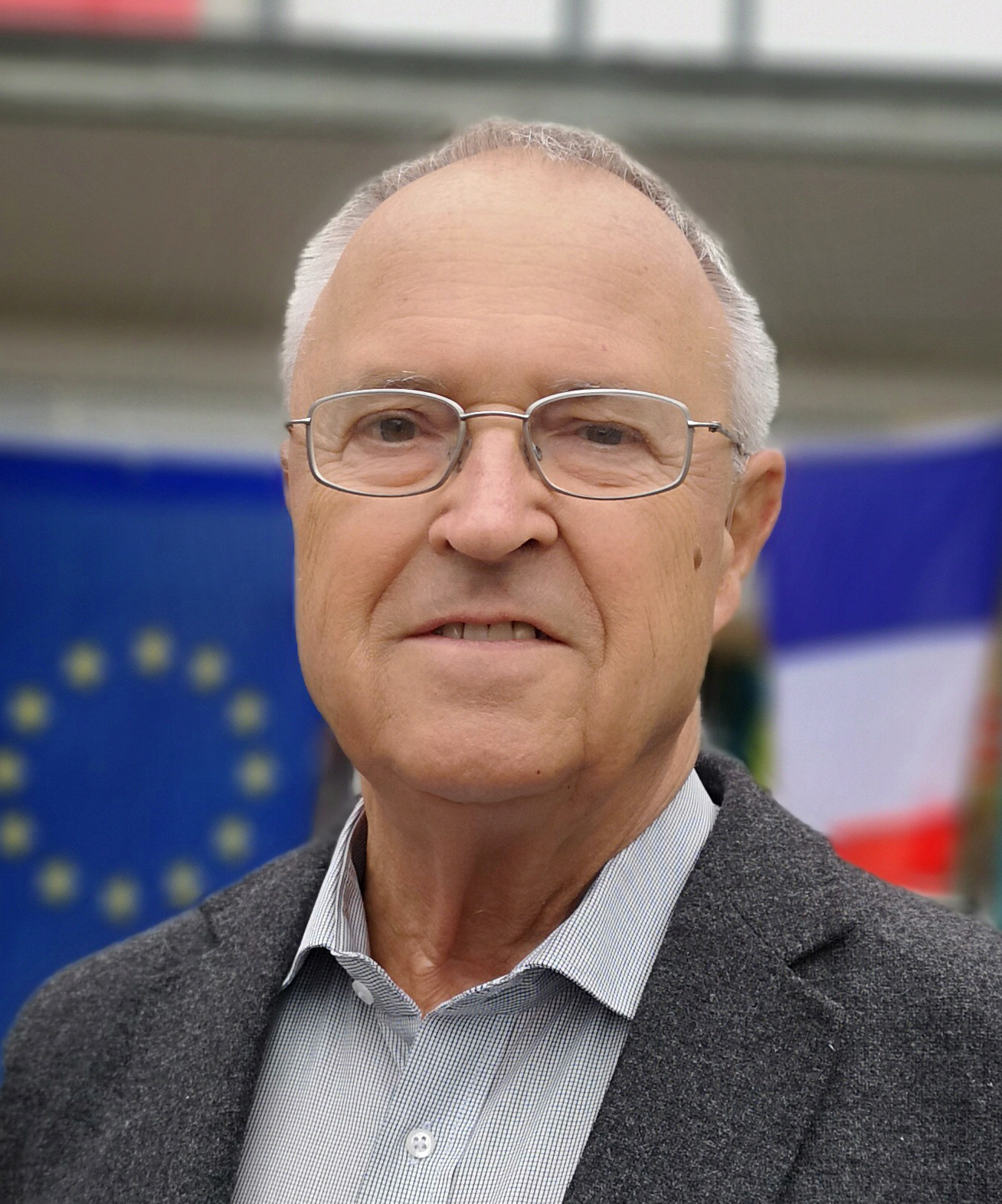
Hans Eichel (* 1941)

- Eichel, Hartmut (* 1952), deutscher Fußballspieler
- Eichel, Jack (* 1996), US-amerikanischer Eishockeyspieler
- Eichel, Julischka (* 1981), deutsche Schauspielerin
- Eichel, Julius (1896–1989), US-amerikanischer Pazifist
- Eichel, Kaspar (* 1942), deutscher Filmschauspieler und Synchronsprecher
- Eichel, Manfred (1938–2024), deutscher Journalist, Filmemacher und Hochschullehrer
- Eichel, Wito (1913–2002), deutscher Übersetzer und Lyriker
- Eichel, Wolfgang (1910–1989), deutscher Sportwissenschaftler
- Eichel-Streiber, Friedrich von (1876–1943), deutscher Jurist und thüringischer Landespolitiker
- Eichel-Streiber, Heinrich von (1878–1953), deutscher Rittergutsbesitzer und Politiker
- Eichel-Streiber, Julius von (1820–1905), deutscher Rittergutsbesitzer und Stifter
- Eichelbaum, Danny (* 1973), deutscher Politiker (CDU), MdL
- Eichelbaum, Ernst Theodor (1893–1991), deutscher Politiker (CDU), MdB
- Eichelbaum, Heinz (* 1940), deutscher Ringer
- Eichelbaum, Julius (1850–1921), deutscher Reichsgerichtsrat
- Eichelbaum, Michel (* 1941), deutscher Internist und Klinischer Pharmakologe
- Eichelbaum, Samuel (1894–1967), argentinischer Schriftsteller
- Eichelbaum, Thomas (1931–2018), deutsch-gebürtiger neuseeländischer Jurist, war Richter, Chief Justice am High Court und Acting Judge am Supreme Court
- Eichelbeck, Reinhard (* 1945), deutscher Journalist, Schriftsteller und Fotograf
- Eichelberg, Erich (1912–1989), deutscher Verwaltungsjurist und Kommunalbeamter, Oberstadtdirektor in Celle
- Eichelberg, Gustav (1891–1976), deutsch-schweizerischer Maschineningenieur
- Eichelberg, Helga (* 1934), deutsche Zoologin
- Eichelberg, Johann Friedrich Andreas (1808–1871), deutscher Mineraloge
- Eichelberg, Leopold (1804–1879), deutscher Mediziner und Freiheitskämpfer
- Eichelberg, Otto (1853–1916), deutscher Architekt
- Eichelberg, Uwe (* 1940), deutscher Politiker (CDU), MdL
- Eichelberger, Edward B., US-amerikanischer Informatiker
- Eichelberger, Frank (* 1966), deutscher Politiker (CDU), MdA
- Eichelberger, Freddy (* 1961), französischer Organist und Cembalist
- Eichelberger, Jan (* 1977), deutscher Rechtswissenschaftler und Hochschullehrer
- Eichelberger, Otto (1918–2005), deutscher Homöopath
- Eichelberger, Robert (1886–1961), US-amerikanischer General
- Eichelberger, Ursula (* 1935), deutsche Journalistin und Autorin
- Eichelbrönner, Gottfried (1901–1986), deutscher Politiker (CSU), Bürgermeister und MdL Bayern
- Eichele, Erich (1904–1985), deutscher evangelischer Theologe und Landesbischof
- Eichele, Gregor (* 1952), Schweizer Chemiker und Molekularbiologe
- Eicheler, Idesbald (1896–1971), deutscher Zisterzienserabt der Abtei Marienstatt und Ordenshistoriker
- Eichelkraut, Lothar (* 1929), deutscher Diplomat und Botschafter der DDR
- Eichelkraut, Walter (1874–1917), deutscher Baumeister und Bauunternehmer
- Eichelmann, Gerhard (* 1962), deutscher Weinkritiker, Autor und Verleger
- Eichelmann, Otto (1854–1943), ukrainischer Staats- und Völkerrechtler, Rechtshistoriker, Hochschullehrer und politischer Berater deutschbaltischer Abstammung
- Eichelmann, Paul (1879–1915), deutscher Fußballtorhüter
- Eichelmann, Rolf (* 1940), deutsch-griechischer Maler
- Eichelmann, Thomas (* 1965), deutscher Wirtschaftswissenschaftler, Finanzvorstand der Deutsche Börse AG
- Eichelmann, Ulrich (* 1961), deutscher Naturschützer, Filmemacher und Umweltaktivist
- Eichelsbacher, Josef August (1884–1968), deutscher Lehrer und Heimatforscher
- Eichelsdörfer, Johann Baptist (1890–1946), letzter Lagerführer des Konzentrationslagers KZ Kaufering IV - HurlachJohann Baptist Eichelsdörfer (1890–1946)

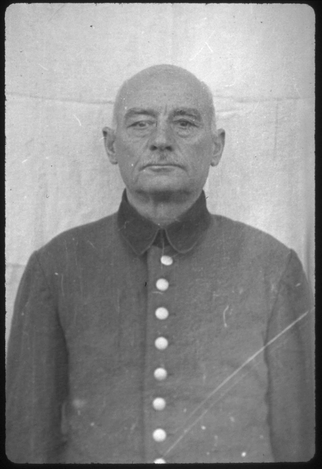
Johann Baptist Eichelsdörfer (1890–1946)

- Eichelsheim, Frieda (1873–1953), deutsche Theaterschauspielerin
- Eichelsheim, Onno (* 1966), niederländischer General
- Eichen, Heinrich (1905–1986), deutscher Schriftsteller
- Eichenauer, Franz (1926–1995), deutscher Künstler
- Eichenauer, Henrik (* 1968), deutscher Fußballspieler
- Eichenauer, Richard (1893–1956), deutscher Musikschriftsteller
- Eichenauer, Robert (* 1965), österreichischer Journalist
- Eichenbaum, Boris Michailowitsch (1886–1959), russischer Literaturwissenschaftler und Vertreter des russischen Formalismus
- Eichenbaum, Joseph (* 1857), österreichischer Paläontologe
- Eichenbaum, Martin (* 1954), kanadisch-US-amerikanischer Wirtschaftswissenschaftler und Hochschullehrer
- Eichenberg, Franz (1899–1981), deutscher Rechtsanwalt
- Eichenberg, Friedrich Carl (1915–2007), deutscher evangelischer Regionalbischof
- Eichenberg, Fritz (1901–1990), deutsch-amerikanischer Illustrator
- Eichenberg, Klaus (1936–2024), deutscher surrealistischer Zeichner und Maler
- Eichenberg, Walter (1922–2018), deutscher Komponist und Musiker
- Eichenberger, Claude (* 1974), schweizerische Mezzosopranistin
- Eichenberger, Emma (1888–1962), Schweizer Lehrerin
- Eichenberger, Erika (* 1963), Schweizer Politikerin (Grüne)
- Eichenberger, Eugen (1926–2015), Schweizer Maler, Grafiker, Lithograf und Objektkünstler
- Eichenberger, Hans (1926–2024), Schweizer Innenarchitekt
- Eichenberger, Iren (* 1957), Schweizer Politikerin (Grüne)
- Eichenberger, Kurt (1922–2005), Schweizer Jurist
- Eichenberger, Markus (* 1957), Schweizer Klarinettist und Saxophonist
- Eichenberger, Nils (* 1992), deutscher Handballspieler
- Eichenberger, Othmar (1901–1937), Schweizer Radrennfahrer
- Eichenberger, Peter (1939–2023), Schweizer Politiker (FDP), Divisionär und Oberfeldarzt der Schweizer Armee
- Eichenberger, Reiner (* 1961), Schweizer WirtschaftswissenschaftlerReiner Eichenberger (* 1961)

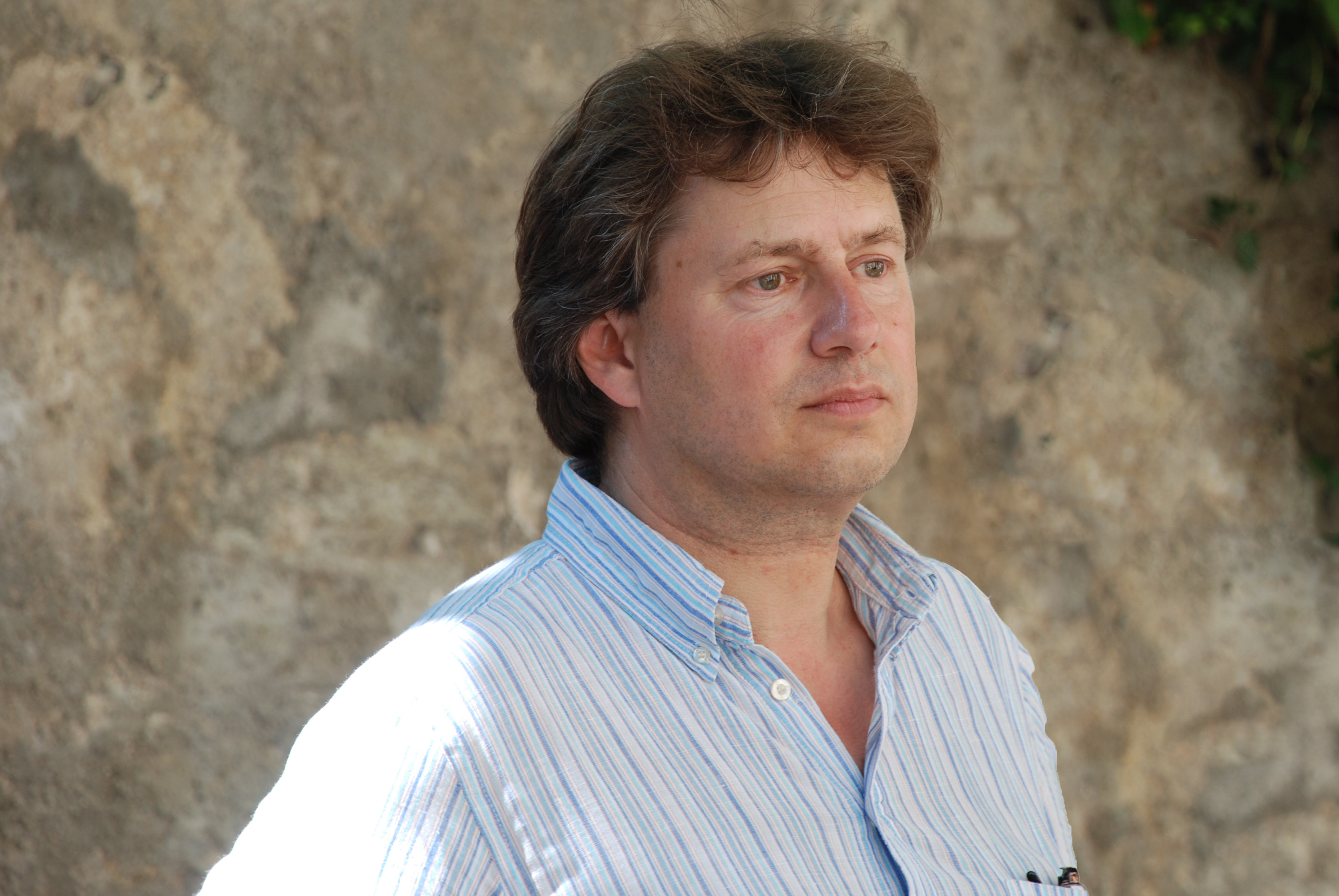
Reiner Eichenberger (* 1961)

- Eichenberger, Sabine (* 1968), Schweizer Kajakfahrerin
- Eichenberger, Simon (* 1976), Schweizer Choreograf
- Eichenberger, Stefan (* 1984), Schweizer Filmregisseur und -produzent
- Eichenberger, Walter (* 1946), schweizerischer Fußballtorhüter
- Eichenberger-Walther, Corina (* 1954), Schweizer Politikerin (FDP)
- Eichenbrenner, Thomas (1948–2017), deutscher Musiker und Komponist
- Eichendorf, Walter (* 1953), deutscher Verbandsfunktionär, Versicherungsmanager und Hochschullehrer
- Eichendorff, Aloysia von (1792–1855), Ehefrau des Joseph von Eichendorffs
- Eichendorff, Hartwig Erdmann von († 1683), Landeshauptmann, kaiserlicher und königlicher Rat im Herzogtum Jägerndorf
- Eichendorff, Hartwig von (1860–1944), königlich-preußischer Offizier, zuletzt Generalleutnant
- Eichendorff, Hermann von (1815–1900), preußischer Adeliger und Verwaltungsjurist sowie Herausgeber und Biograf
- Eichendorff, Johann Friedrich von (1760–1815), königlicher Kammerherr und Gutsbesitzer
- Eichendorff, Joseph von (1788–1857), deutscher Dichter der deutschen RomantikJoseph von Eichendorff (1788–1857)

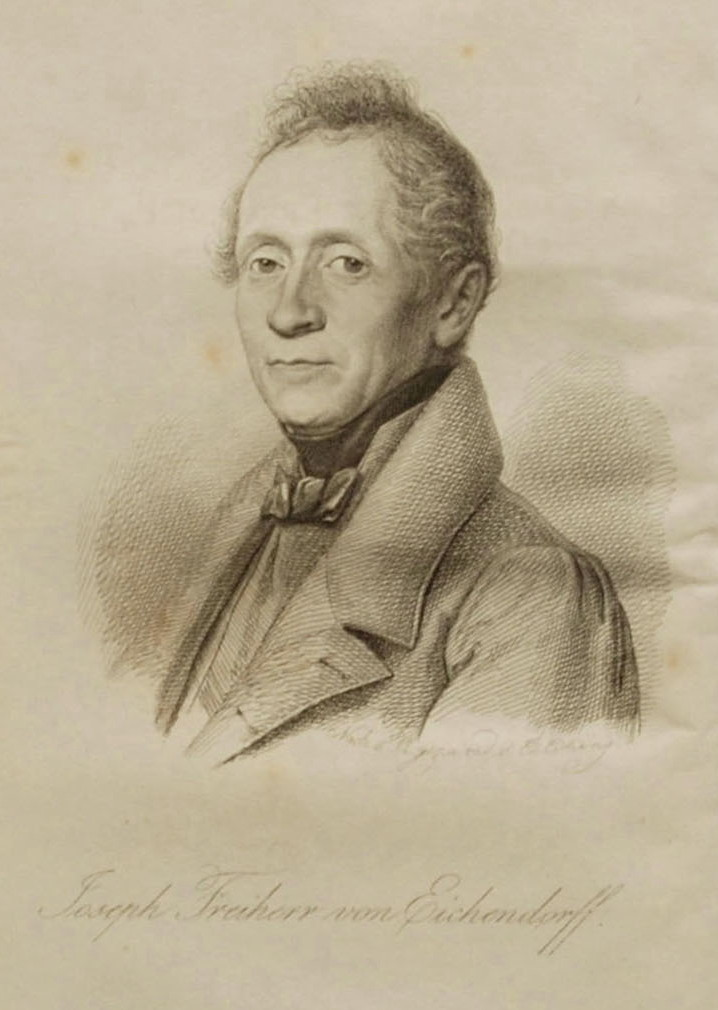
Joseph von Eichendorff (1788–1857)

- Eichendorff, Karl von (1863–1934), preußischer Oberstleutnant, Enkel von Joseph von Eichendorff
- Eichendorff, Luise von (1804–1883), Schwester der Dichterjuristen Joseph und Wilhelm von Eichendorff
- Eichendorff, Placida von (1860–1921), Äbtissin des Klosters Frauenchiemsee (1913–1921)
- Eichendorff, Wilhelm von (1786–1849), österreichischer Jurist und Dichter
- Eichengreen, Barry (* 1952), US-amerikanischer Ökonom
- Eichengreen, Lucille (1925–2020), deutsch-US-amerikanische Überlebende des Holocaust, Zeitzeugin und Autorin
- Eichengrün, Arthur (1867–1949), deutscher Chemiker und Unternehmer
- Eichenhofer, Eberhard (* 1950), deutscher Jurist und Professor an der Friedrich-Schiller-Universität Jena
- Eichenhofer, Johannes (* 1984), deutscher Rechtswissenschaftler
- Eichenhofer, Sandra (1992–2015), deutsche Rennreiterin
- Eichenhofer, Wolfgang (1959–2024), deutscher Romanist mit Schwerpunkt Bündnerromanisch
- Eichenholz, Agneta (* 1971), schwedische Opernsängerin (Sopran)
- Eichenlaub, Helmut (* 1955), deutscher Politiker (CDU) und Landrat
- Eichenlaub, Markus (* 1970), deutscher Organist
- Eichenlaub, Otto (1898–1954), Politiker (CDU), MdL
- Eichenlaub, Rosi (* 1958), deutsche Fußballspielerin
- Eichenlaub, Valentin (1882–1958), deutscher Gewerkschafter, Verwaltungsbeamter und Politiker (Zentrum), MdL
- Eichenmann, Genoveva (* 1957), Schweizer Marathonläuferin
- Eichens, Anna (* 1834), deutsche Blumen- und Früchtemalerin
- Eichens, Eduard (1804–1877), deutscher Kupferstecher
- Eichens, Philipp Hermann (1813–1886), deutscher Lithograph und Kupferstecher
- Eichenseer, Adolf (1934–2015), deutscher Heimatpfleger und Mundartdichter
- Eichenseer, Caelestis (1924–2008), deutscher Latinist
- Eichenseer, Erika (* 1934), deutsche Lehrerin, Autorin, Märchenforscherin und HerausgeberinErika Eichenseer (* 1934)

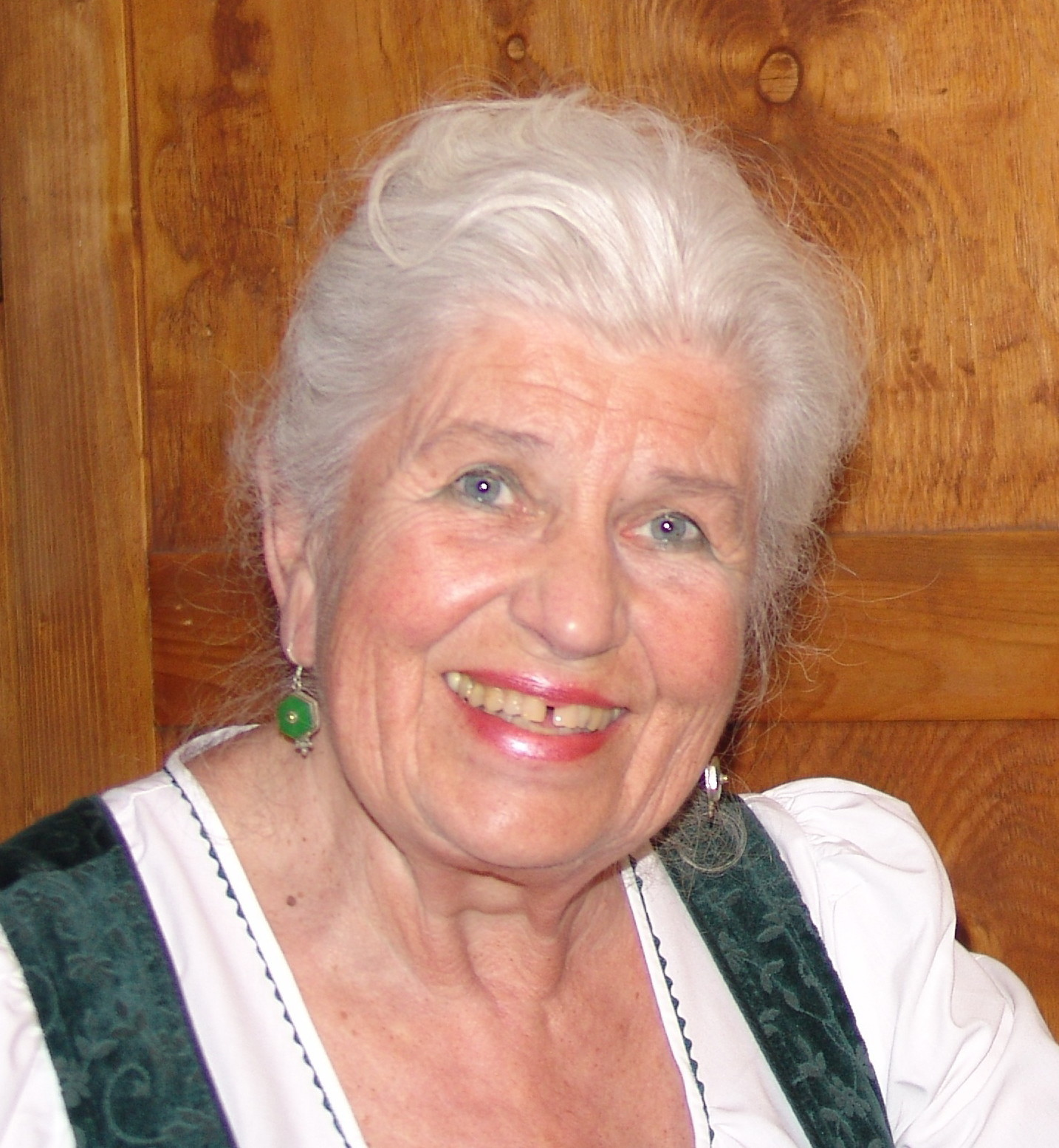
Erika Eichenseer (* 1934)

- Eichenseher, Peter (* 1954), deutscher Politiker (Grüne), MdL
- Eichentopf, Johann († 1769), deutscher Musikinstrumentenbauer
- Eichentopf, Oskar (1889–1968), deutscher Politiker (KPD), MdBB
- Eichenwald, Alexander Alexandrowitsch (1864–1944), russischer Physiker und Hochschullehrer
- Eichenwald, Anton Alexandrowitsch (1875–1952), russischer bzw. sowjetischer Komponist, Dirigent und Ethnograph
- Eichenwald, Eduard (1859–1895), deutscher Theaterschauspieler
- Eichenwald, Fritz (1901–1941), deutscher Politiker (KPD), Opfer des Stalinismus
- Eichenwald, Ida Iwanowna (1842–1917), preußisch-russische Harfenistin und Hochschullehrerin
- Eichenwald, Margarita Alexandrowna (1866–1957), russisch-US-amerikanische Opernsängerin (Sopran) und Gesangspädagogin
- Eichenwald, Wilhelm (1827–1910), deutscher Theaterschauspieler, Opern- und Operettensänger (Tenor)
- Eicher, Benjamin (* 1974), deutscher Regisseur
- Eicher, David J. (* 1961), US-amerikanischer Amateurastronom und Historiker
- Eicher, Edward C. (1878–1944), US-amerikanischer Politiker
- Eicher, Emile (* 1955), luxemburgischer Politiker, Mitglied der Chamber
- Eicher, Fred (1927–2010), Schweizer Landschaftsarchitekt
- Eicher, Heinz (1924–2011), deutscher Verwaltungsjurist
- Eicher, Hermann (1911–1984), deutscher Jurist und Politiker (FDP), MdL
- Eicher, Manfred (* 1943), deutscher Musikproduzent
- Eicher, Margret (* 1955), deutsche Künstlerin
- Eicher, Markus (1954–2022), deutscher Eisschnellläufer und Eisschnelllauftrainer
- Eicher, Peter (* 1943), Schweizer römisch-katholischer Theologe und emeritierter Hochschullehrer
- Eicher, Stephan (* 1960), Schweizer MusikerStephan Eicher (* 1960)

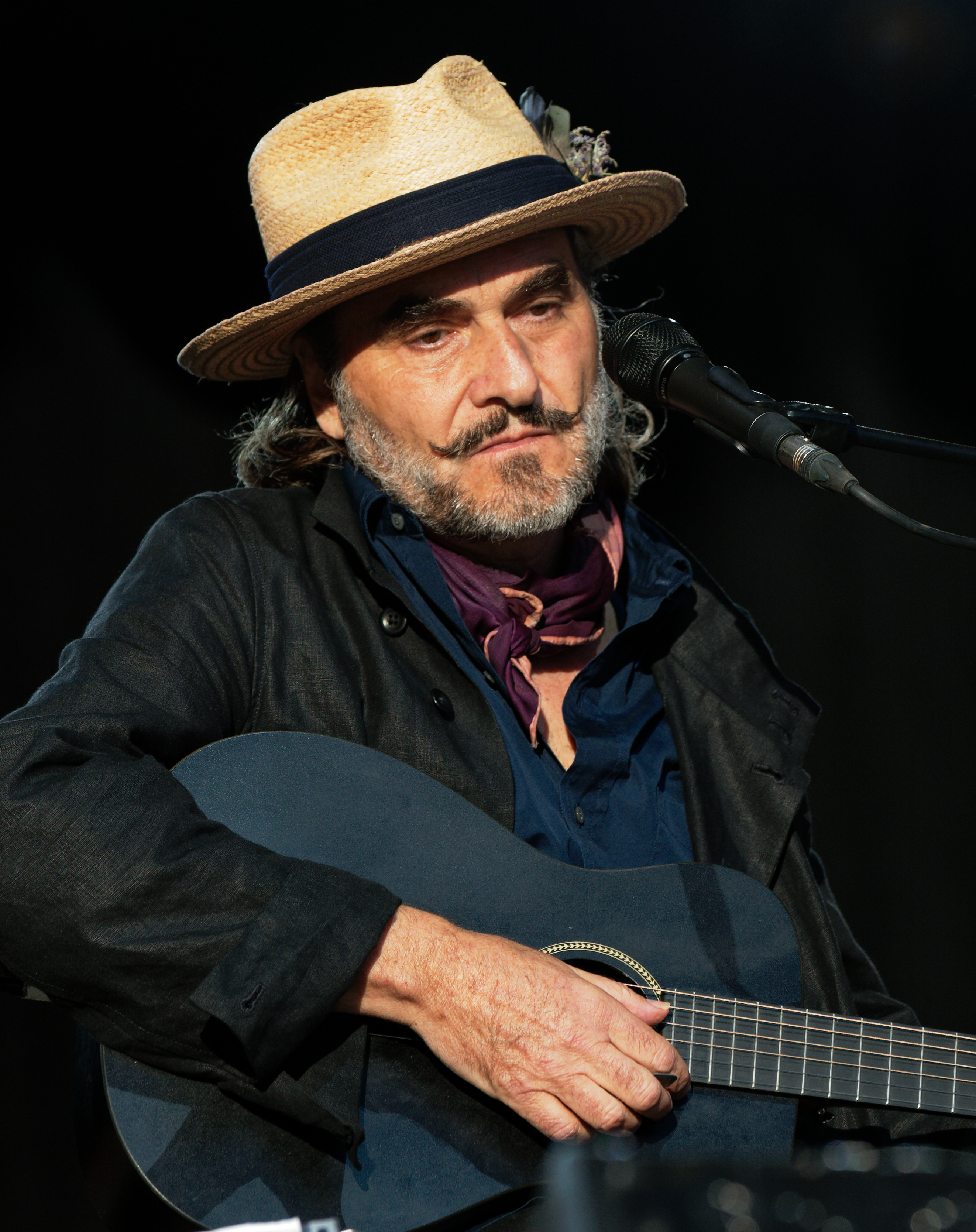
Stephan Eicher (* 1960)

- Eicher, Theophil (1932–2016), deutscher Chemiker und Hochschullehrer
- Eicher, Vitus (* 1990), deutscher Fußballtorhüter
- Eicher, Wolfgang (* 1952), deutscher Jurist und Bundesrichter
- Eichert, Christof (* 1953), deutscher Kommunalpolitiker
- Eichert, Otto (1890–1951), deutscher Architekt
- Eichert-Wiersdorff, Curt (1887–1969), deutscher Unternehmer, Offizier und Ministerialbeamter

#### Eichf
- Eichfeld, Franz (1635–1707), deutscher lutherischer Theologe
- Eichfeld, Hermann (1845–1917), deutscher Landschaftsmaler, Professor und Direktor der Großherzoglichen Gemäldegalerie Mannheim
- Eichfeld, Johan (1893–1989), estnisch-sowjetischer Agrarwissenschaftler und Pflanzenzüchter
- Eichfeld, Karl (1815–1857), badischer Offizier, Kriegsminister der badischen Revolutionsregierung 1849
- Eichfelder (* 1967), deutscher Designer und KonzeptkünstlerEichfelder (* 1967)

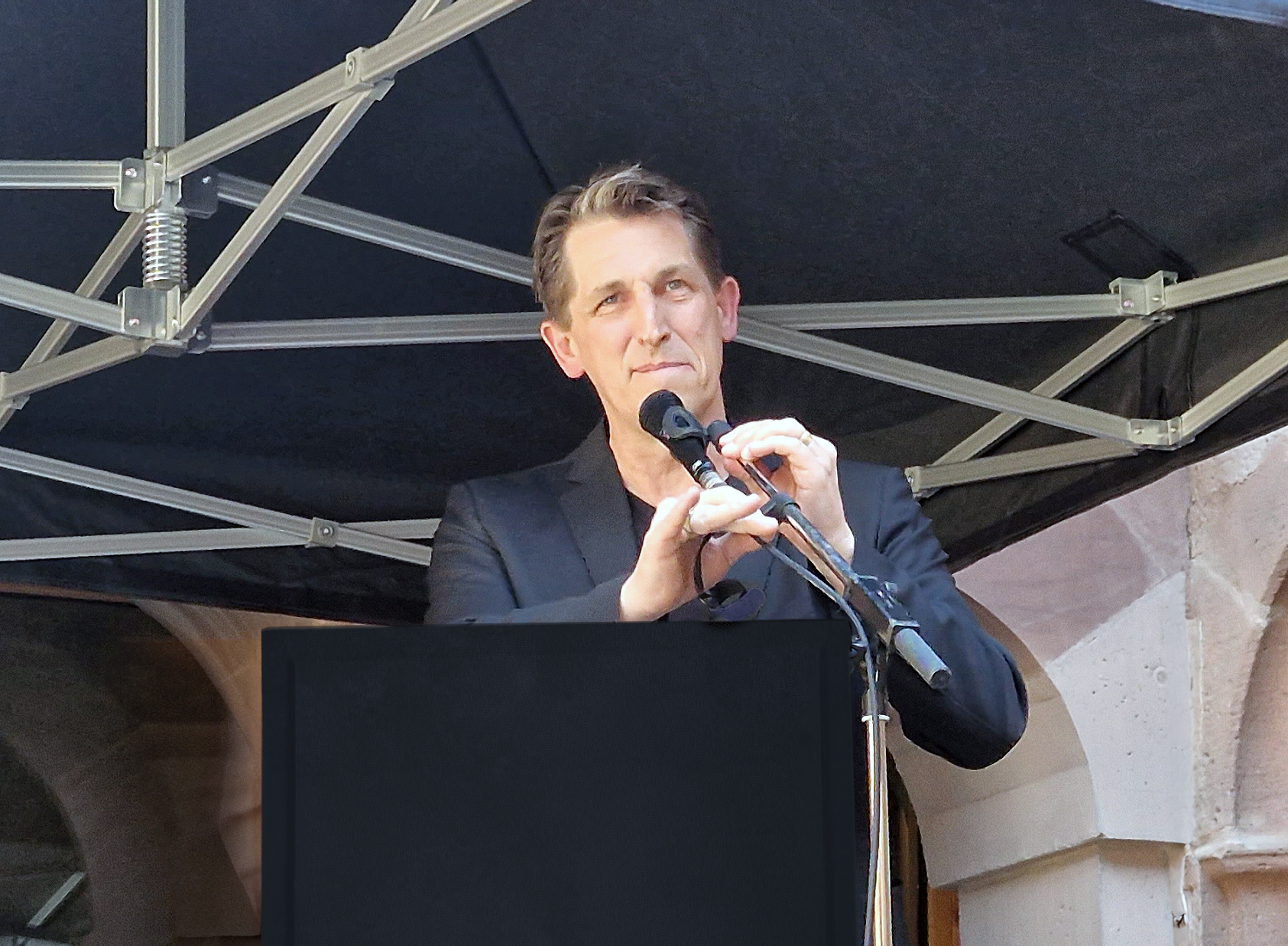
Eichfelder (* 1967)

- Eichfelder, Thomas (* 1959), deutscher Orgelbauer

#### Eichg
- Eichgrün, Bruno (1877–1937), deutscher Schauspieler und Regisseur

#### Eichh
- Eichhammer, Klaus (* 1952), deutscher Kameramann
- Eichhammer, Lukas (* 1990), deutscher Rapper und Schauspieler
- Eichhammer, Michael (* 1972), deutscher Schriftsteller und Journalist
- Eichheim, Josef (1888–1945), deutscher Schauspieler
- Eichhof, Hugo (1888–1977), deutscher Lehrer und Heimatkundler
- Eichhoff, Erich (1909–1976), deutscher Verwaltungsjurist und Verkehrsrechtler
- Eichhoff, Ernst (1873–1941), Oberbürgermeister von Dortmund
- Eichhoff, Eugen (1897–1983), deutscher Turnfunktionär und Industrieller
- Eichhoff, Franz (1875–1935), deutscher Jurist und Politiker (DVP), MdL
- Eichhoff, Johann Joseph (1762–1827), Bürgermeister (Bonn), Beamter in französischen Diensten
- Eichhoff, Johann Peter (1755–1825), Aufklärer und Publizist
- Eichhoff, Peter Joseph von (1790–1866), österreichischer Hofkammerpräsident
- Eichhoff, Wilhelm (1833–1895), Journalist und Sozialdemokrat
- Eichhoff-Cyrus, Karin M. (* 1949), deutsche Sprachwissenschaftlerin
- Eichholtz, Dietrich (1930–2016), deutscher Historiker
- Eichholtz, Fritz (1889–1967), deutscher Pharmakologe
- Eichholtz, Paul (1843–1875), deutscher Gymnasiallehrer und Altphilologe
- Eichholtz, Paul (1870–1928), deutscher Politiker (DNVP)
- Eichholtz, Philipp (* 1982), deutscher Filmregisseur, Drehbuchautor und Filmeditor
- Eichholz, Adolf († 1563), deutscher Humanist, Jurist und Rektor der alten Universität zu Köln
- Eichholz, Anna (1868–1951), Schweizer Theaterschauspielerin
- Eichholz, Armin (1914–2007), deutscher Journalist, Autor und Satiriker
- Eichholz, Armin (* 1964), deutscher Ruderer
- Eichholz, Daniel (* 1978), deutscher Musiker
- Eichholz, Ehrenreich (1807–1871), deutscher Journalist und Schriftsteller; MdR
- Eichholz, Elisabeth (1939–2022), deutsche Radrennfahrerin
- Eichholz, Friedrich Wilhelm (1720–1800), deutscher Liederdichter und Schriftsteller
- Eichholz, Georg (1909–1973), deutscher evangelischer Theologe
- Eichholz, Heinz (1927–2001), deutscher Ruderer
- Eichholz, Julie (1852–1918), deutsche Frauenrechtlerin
- Eichholz, Klaus (* 1929), deutscher Geiger, Musikpädagoge und Autor
- Eichholz, Lisa (* 1990), deutsche Fußballspielerin
- Eichholz, Ludwig (1903–1964), sudetendeutscher Politiker (NSDAP), MdR und SA-Führer
- Eichholz, Marianne, deutsche Hörspielautorin
- Eichholz, Max (1881–1943), deutscher Politiker (DDP), MdHB
- Eichholz, Paul (1857–1941), deutscher Architekt und Bauhistoriker
- Eichholz, Thea (* 1966), deutsche Sängerin und Songwriterin christlicher Popmusik
- Eichholz, Vanessa (* 1989), deutsche Schauspielerin
- Eichholz, Walter (1894–1953), deutscher Ingenieur, Vorstandsvorsitzender der August-Thyssen-Hütte
- Eichholzer, Curdin (* 1980), Schweizer Biathlet
- Eichholzer, Helmut (* 1975), österreichischer Paragleiter und Ringer
- Eichholzer, Herbert (1903–1943), österreichischer Architekt und Widerstandskämpfer
- Eichholzer, Toni (* 1903), österreichischer Boxer
- Eichhorn, Aaron (* 1998), deutscher Fußballspieler
- Eichhorn, Adelheid (* 1947), deutsche Malerin und Illustratorin
- Eichhorn, Albert (1856–1926), deutscher evangelisch-lutherischer Theologe
- Eichhorn, Albin (* 1854), deutscher Violinist
- Eichhorn, Alfred (* 1944), deutscher Journalist
- Eichhorn, Ambrosius (1758–1820), deutscher Benediktiner, Priester, Historiker, Archivar, Lehrer und Schriftsteller
- Eichhorn, Anita (* 1991), deutsche Schauspielerin
- Eichhorn, Anja, deutsche Politikerin (Die Linke)Anja Eichhorn

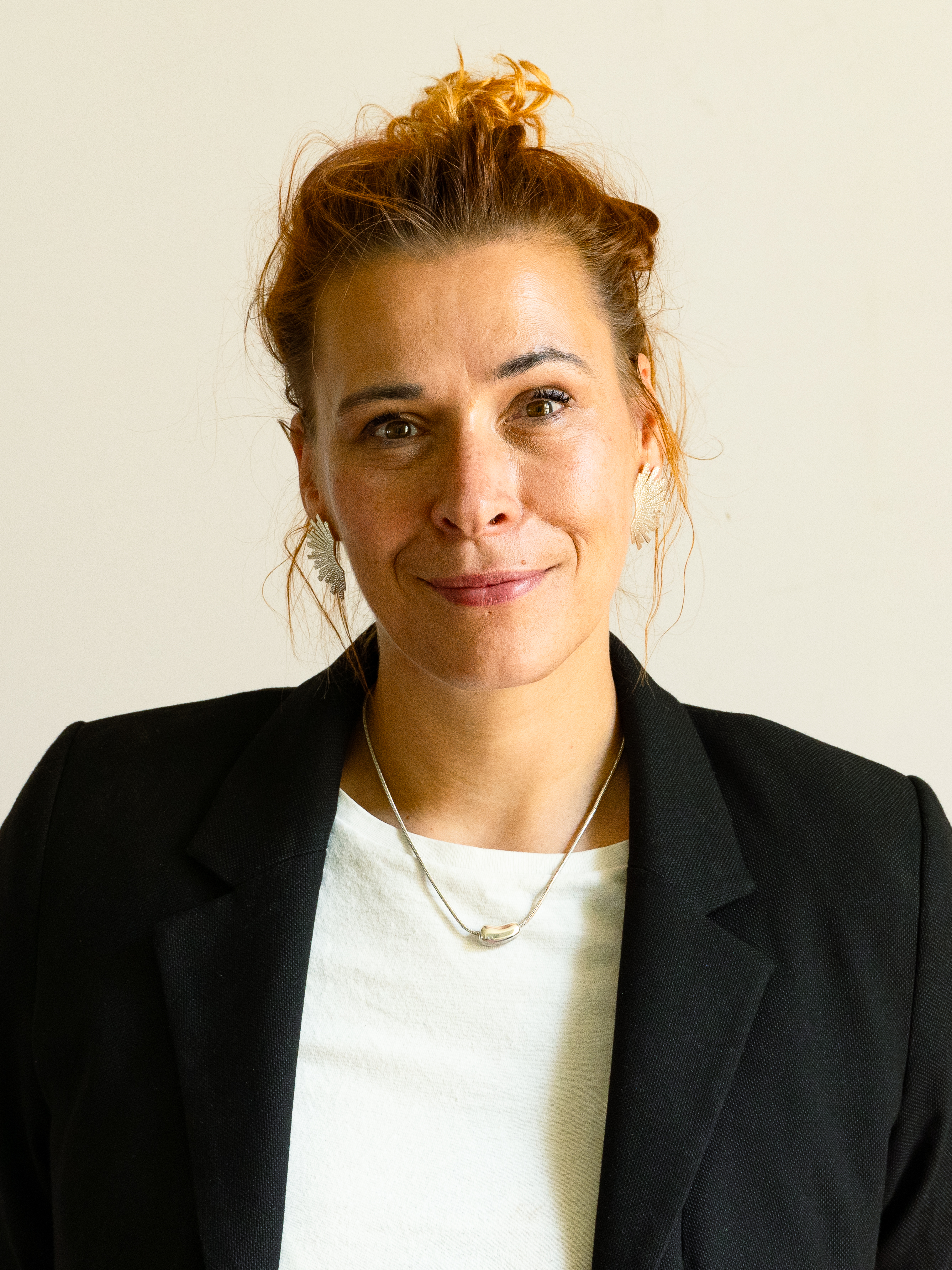
Anja Eichhorn

- Eichhorn, Anna Carina (* 1972), deutsche Biochemikerin und Managerin
- Eichhorn, Anton (1809–1869), deutscher Theologe, Kirchenhistoriker und Kirchenrechtler
- Eichhorn, Astrid (* 1983), deutsche theoretische Physikerin
- Eichhorn, August (1899–1980), deutscher Musiker (Cellist)
- Eichhorn, Auguste (1851–1902), deutsche Frauenrechtlerin und Sozialistin
- Eichhorn, Benedikt (* 1962), deutscher Kabarettist, Pianist und Chansonnier
- Eichhorn, Bernhard (1904–1980), deutscher Komponist
- Eichhorn, Bruno (1864–1926), preußischer Verwaltungsbeamter und Landrat der Kreise Merzig und Krefeld
- Eichhorn, Carl (1810–1890), deutscher lutherischer Theologe
- Eichhorn, Carl (1855–1934), deutscher Pfarrer
- Eichhorn, Carl (* 1886), deutscher Ruderer
- Eichhorn, Christian Friedrich (1804–1836), deutscher Mathematiker
- Eichhorn, Christoph (* 1957), deutscher Schauspieler und Regisseur
- Eichhorn, Christoph (* 1958), deutscher Diplomat
- Eichhorn, Daniel Alexander (1758–1833), deutscher lutherischer Theologe
- Eichhorn, Diana, deutsche Fernsehmoderatorin, Sprecherin und Schauspielerin
- Eichhorn, Doris (* 1993), deutsche Schwimmerin
- Eichhorn, Emil (1863–1925), deutscher Elektromonteur und Politiker (SPD, USPD), MdREmil Eichhorn (1863–1925)

Emil Eichhorn (1863–1925)

- Eichhorn, Emil (1889–1973), deutscher Lehrer, Mundartdichter und -pfleger der Oberlausitzer Mundart
- Eichhorn, Ernst (* 1932), deutscher Ingenieur, Politiker (SED) und Mitglied der Volkskammer der DDR
- Eichhorn, Ewald (* 1929), deutscher Polizeioffizier und Generalmajor der DVP
- Eichhorn, Ferdinand (1853–1934), deutscher Kaufmann und Unternehmer
- Eichhorn, Floriane (* 1981), deutsche SchauspielerinFloriane Eichhorn (* 1981)

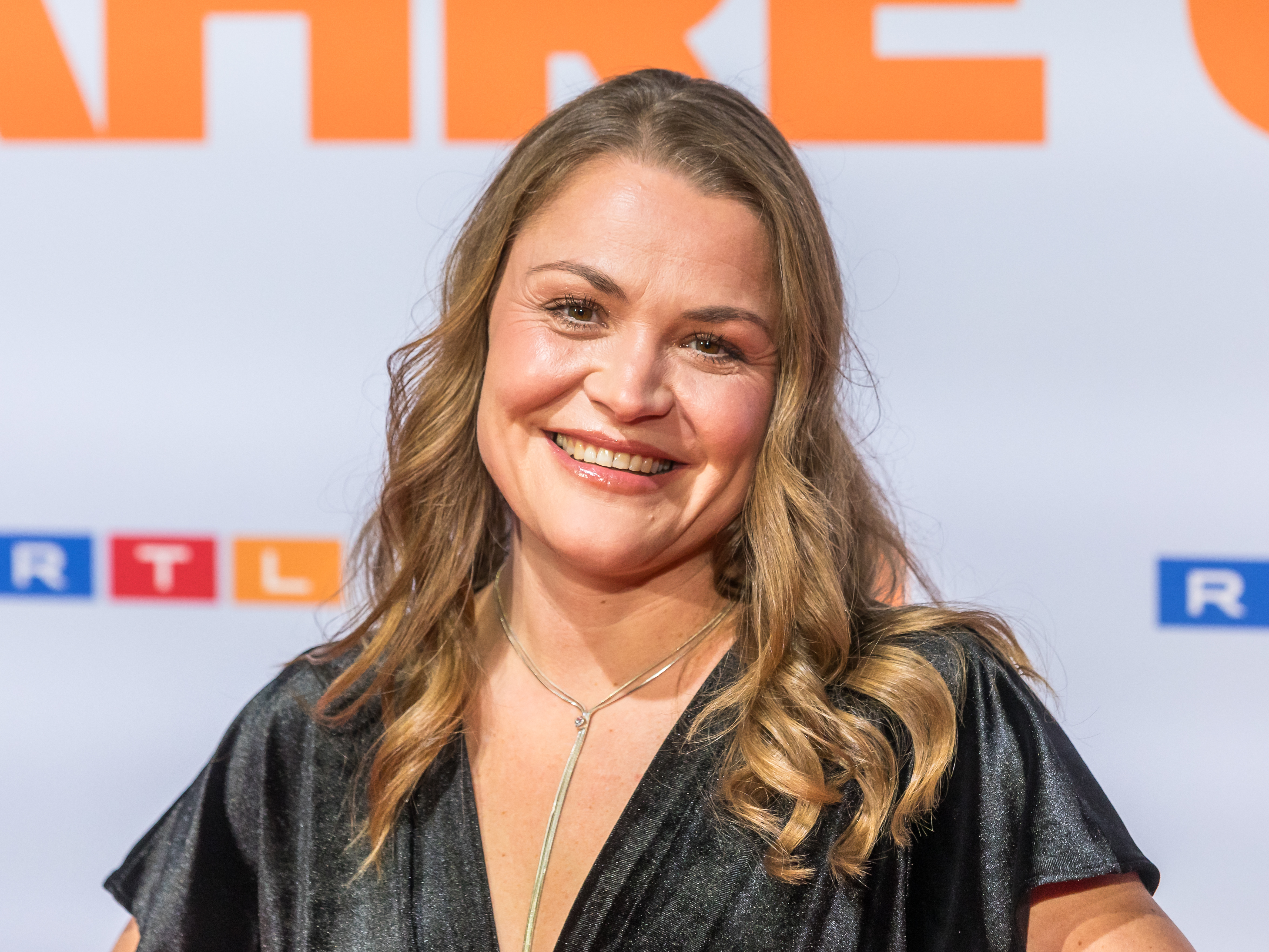
Floriane Eichhorn (* 1981)

- Eichhorn, Frank-Volker (1947–1978), deutscher Komponist
- Eichhorn, Franz (1906–1993), deutscher politischer KZ-Häftling
- Eichhorn, Franz Joseph (1712–1783), deutscher Porträt- und Historienmaler
- Eichhorn, Friedemann (* 1971), deutscher klassischer Geiger
- Eichhorn, Friedrich (1779–1856), preußischer Staatsmann, Kultusminister
- Eichhorn, Fritz (1870–1939), deutscher Forstmann
- Eichhorn, Fritzi (* 1981), deutsche Schauspielerin
- Eichhorn, Gerda (* 1945), deutsche Politikerin (SSW)
- Eichhorn, Gerhard (1927–2015), deutscher Grafiker, Maler und Zeichner
- Eichhorn, Gotthart A. (* 1941), deutscher Fotograf, Fotodesigner und Autor
- Eichhorn, Gustav (1862–1929), deutscher Mediziner und Prähistoriker
- Eichhorn, Gustav (1867–1954), deutscher Physiker und Rundfunkpionier in der Schweiz
- Eichhorn, Hans (1956–2020), österreichischer Schriftsteller
- Eichhorn, Hans-Jürgen (* 1944), deutscher Handballspieler und -schiedsrichter
- Eichhorn, Herbert (1921–2000), deutscher Landwirt, landwirtschaftlicher Buchhalter, Diplomstaatswissenschaftler, Politiker (DBD), MdV
- Eichhorn, Herbert (* 1957), deutscher Kunsthistoriker
- Eichhorn, Hermann von (1813–1892), deutscher Verwaltungsjurist in Preußen
- Eichhorn, Hermann von (1848–1918), preußischer Generalfeldmarschall im Ersten WeltkriegHermann von Eichhorn (1848–1918)

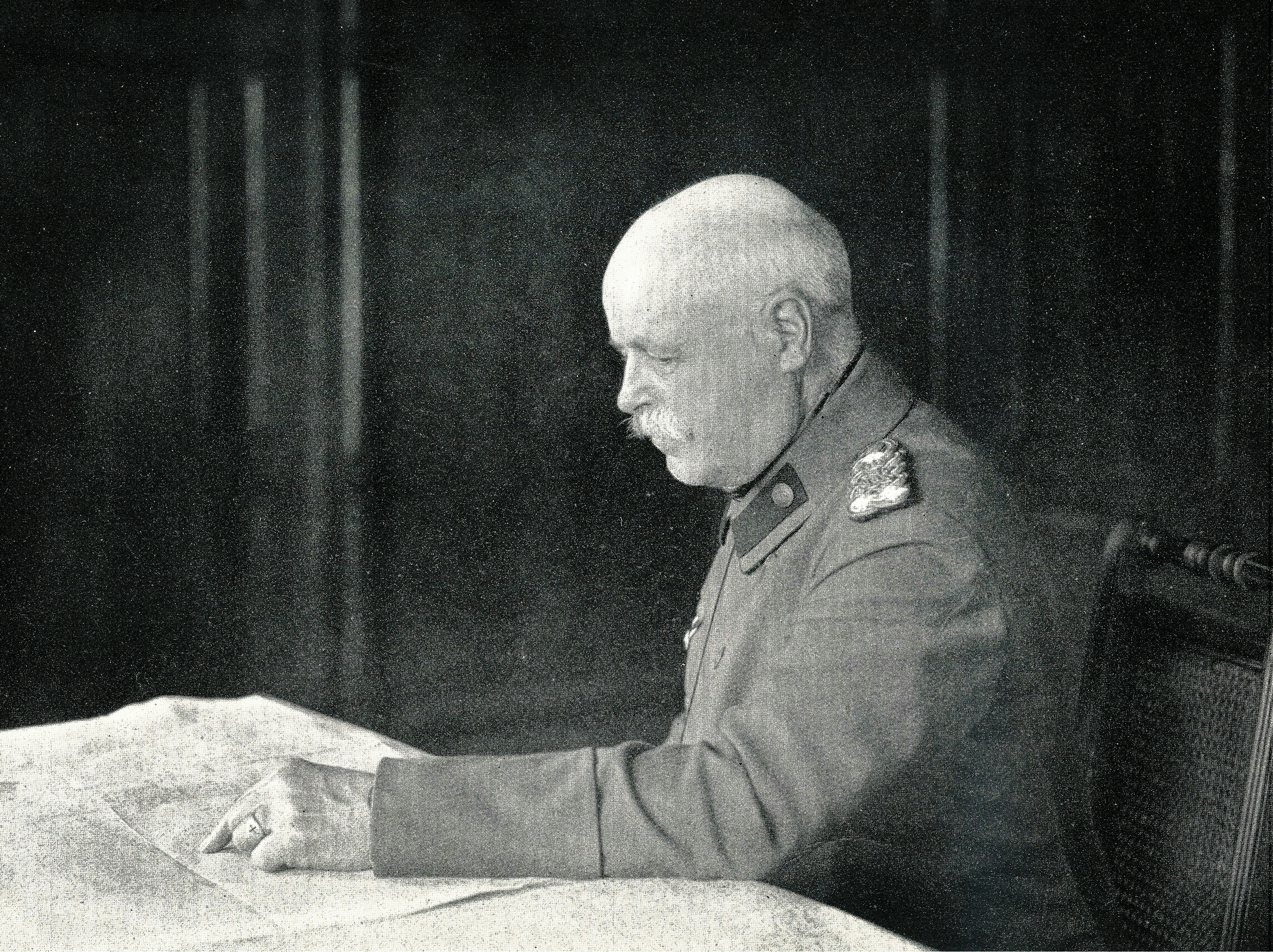
Hermann von Eichhorn (1848–1918)

- Eichhorn, Hilmar (* 1954), deutscher Schauspieler
- Eichhorn, Holger (1942–2023), deutscher Musikwissenschaftler und Dirigent
- Eichhorn, Horst (1927–2020), deutscher Agrarwissenschaftler
- Eichhorn, Jan (* 1981), deutscher Rodler
- Eichhorn, Joachim († 1569), Abt von Einsiedeln
- Eichhorn, Joachim (* 1946), deutscher Kirchenmusiker
- Eichhorn, Joachim (* 1964), deutscher Fußballspieler
- Eichhorn, Joanna (* 1992), deutsche Schauspielerin
- Eichhorn, Johann (1906–1939), deutscher Serienmörder
- Eichhorn, Johann Conrad (1718–1790), deutscher Pastor und Zoologe
- Eichhorn, Johann Gottfried (1752–1827), deutscher Orientalist
- Eichhorn, Johanna K. (1945–2017), deutsche Kostümmalerin, Malerin und Zeichnerin
- Eichhorn, Johannes (1904–1993), deutscher Heimatforscher, Volkskundler und Naturschutzbeauftragter
- Eichhorn, Johannes von dem, deutscher Schöffe und Bürgermeister der Freien Reichsstadt Aachen
- Eichhorn, Julia (* 1983), deutsche Skeletonpilotin
- Eichhorn, Jürgen (* 1942), deutscher Mathematiker
- Eichhorn, Karl Friedrich (1781–1854), deutscher Jurist und Hochschullehrer
- Eichhorn, Karoline (* 1965), deutsche SchauspielerinKaroline Eichhorn (* 1965)

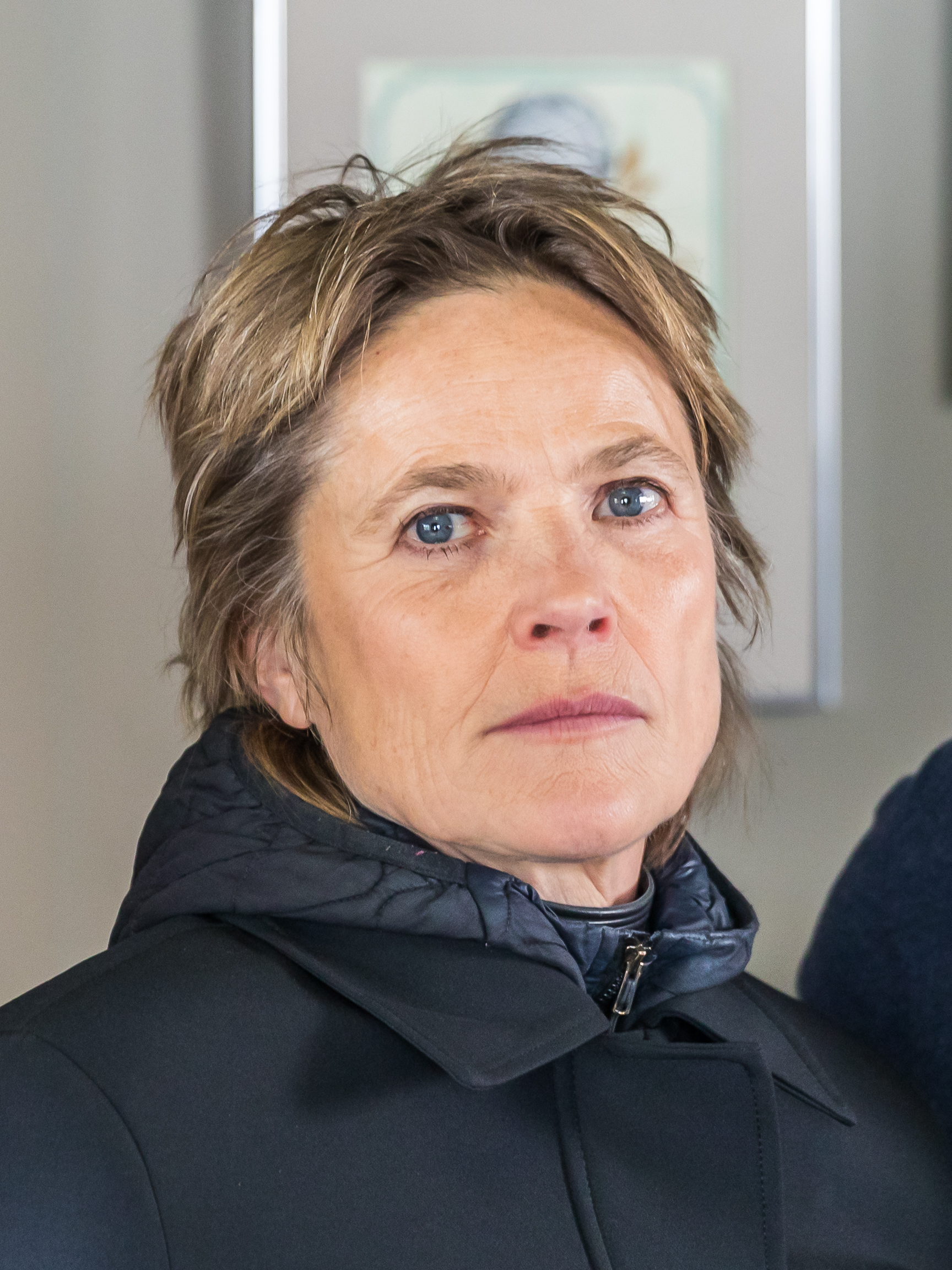
Karoline Eichhorn (* 1965)

- Eichhorn, Kennet (* 2009), deutscher Fußballspieler
- Eichhorn, Klaus (* 1949), deutscher Organist und Hochschullehrer
- Eichhorn, Klaus Werner (1938–1994), deutscher Agrarwissenschaftler, Phytopathologe und Rebschutzexperte
- Eichhorn, Konrad von dem († 1381), deutscher Schöffe und Bürgermeister der Freien Reichsstadt Aachen
- Eichhorn, Konrad von dem († 1437), deutscher Schöffe und Bürgermeister der Freien Reichsstadt Aachen
- Eichhorn, Kristin (* 1987), deutsche Literaturwissenschaftlerin
- Eichhorn, Kurt (1908–1994), deutscher Dirigent
- Eichhorn, Leo Bernhard (1872–1956), österreichischer Genre- und Historienmaler
- Eichhorn, Lisa (* 1952), US-amerikanische SchauspielerinLisa Eichhorn (* 1952)

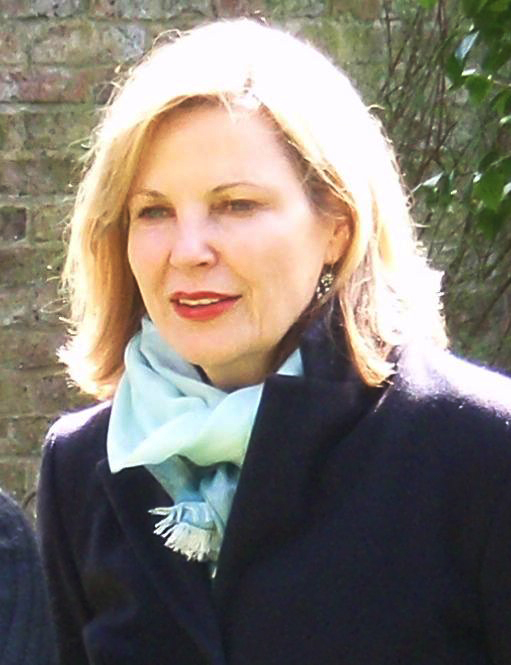
Lisa Eichhorn (* 1952)

- Eichhorn, Ludwig (1921–1960), deutscher Jugendpfleger und Politiker (SPD), MdL Bayern
- Eichhorn, Ludwig (1924–2006), deutscher Politiker (SPD), MdL
- Eichhorn, Luis Guillermo (1942–2022), argentinischer Geistlicher, römisch-katholischer Bischof von Morón
- Eichhorn, Lutz (* 1957), deutscher Fußballspieler
- Eichhorn, Manfred (1951–2023), deutscher Schriftsteller und schwäbischer Mundart-Dichter
- Eichhorn, Manfred (* 1961), deutscher Maler und Grafiker
- Eichhorn, Maria (1879–1930), deutsche Schriftstellerin
- Eichhorn, Maria (* 1948), deutsche Politikerin (CSU), MdB
- Eichhorn, Maria (* 1962), deutsche Künstlerin
- Eichhorn, Martin (* 1969), deutscher Autor und Trainer
- Eichhorn, Matthias (* 1978), deutscher Musiker (Bass) und Glockenchorleiter
- Eichhorn, Mirko (* 1971), deutscher Eiskunstläufer
- Eichhorn, Moritz (* 1984), deutscher Journalist
- Eichhorn, Oskar (1862–1936), deutscher Schiffsbauer und Hochschullehrer
- Eichhorn, Otto (1884–1966), preußischer Verwaltungsjurist und Landrat
- Eichhorn, Pauline (* 1998), deutsche Skispringerin
- Eichhorn, Peter (* 1939), deutscher Ökonom, Professor für Betriebswirtschaftslehre
- Eichhorn, Philip (* 1994), deutscher American-Football-Spieler
- Eichhorn, Pierre (* 1854), belgischer Sportschütze
- Eichhorn, Rainer (* 1950), deutscher Politiker (CDU)
- Eichhorn, Roland (* 1965), deutscher Geologe und Autor
- Eichhorn, Rudolf (1853–1925), österreichischer Pfarrer und Reichsratsabgeordneter
- Eichhorn, Rudolf (* 1921), deutscher Politiker (CDU) und Abgeordneter der Volkskammer
- Eichhorn, Siegfried (1923–2005), deutscher Wirtschaftswissenschaftler sowie Hochschullehrer
- Eichhorn, Theresa (* 1992), deutsche Skilangläuferin
- Eichhorn, Thomas (* 1952), deutscher HNO-Arzt
- Eichhorn, Ulrich (* 1961), deutscher Ingenieur
- Eichhorn, Ulrike (* 1959), deutsche Autorin, Architektin und Architekturvermittlerin
- Eichhorn, Walter (1936–2025), deutscher Verkehrsflugzeug- und KunstflugpilotWalter Eichhorn (1936–2025)

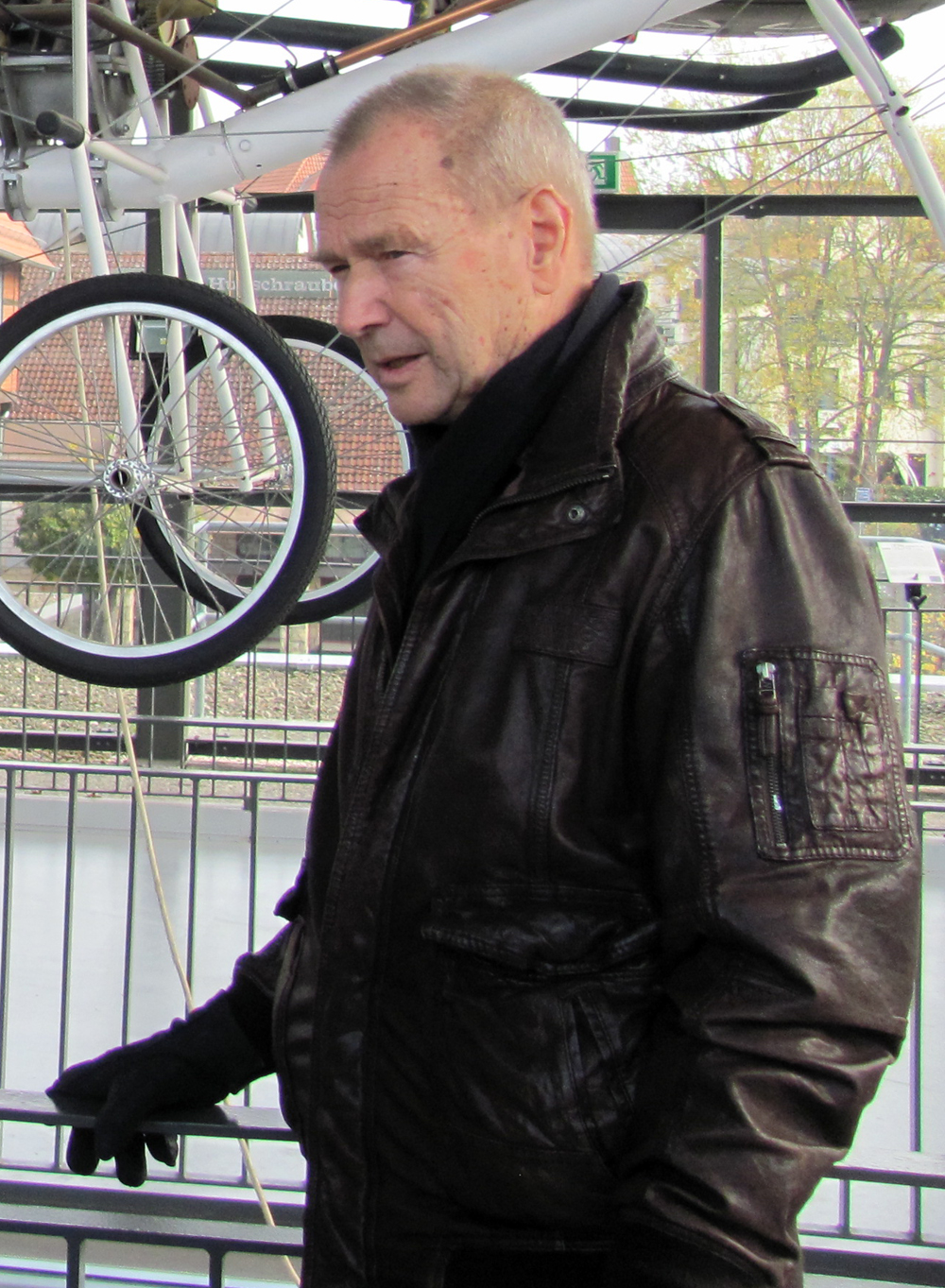
Walter Eichhorn (1936–2025)

- Eichhorn, Werner (1899–1990), deutscher Sinologe
- Eichhorn, Werner (1922–2005), deutscher Schauspieler
- Eichhorn, Wilhelm (1805–1877), deutscher Kaufmann und Kaffeeröster, gilt mit seinem Eichhorn-Kaffee als einer der Wegbereiter der Idee des Markenartikels
- Eichhorn, Wilhelm (1846–1923), deutscher evangelisch-lutherischer Pfarrer und Rektor der Diakonie Neuendettelsau
- Eichhorn, Wilhelm (1879–1957), deutscher Bankdirektor, CSU-Mitgründer, Präses
- Eichhorn, Wilhelm (1886–1950), deutscher Fotograf
- Eichhorn, Willi (1908–1994), deutscher Ruderer
- Eichhorn, Wolfgang (* 1930), deutscher marxistischer Philosoph
- Eichhorn, Wolfgang (* 1933), deutscher Wirtschaftsmathematiker
- Eichhorn-Nelson, Wally (1896–1986), deutsche Schriftstellerin
- Eichhorst, Anja (* 1971), deutsche Schwimmerin
- Eichhorst, Carolin (* 1981), deutsche Theaterschauspielerin und Theaterpädagogin
- Eichhorst, Franz (1885–1948), deutscher Maler, Radierer und Illustrator
- Eichhorst, Hermann (1849–1921), Mediziner
- Eichhorst, Peter (1943–2008), deutsch-US-amerikanischer Softwarepionier
- Eichhorst, Sabine, deutsche Journalistin und Autorin

#### Eichi
- Eichin, Bettina (* 1942), Schweizer Bildhauerin
- Eichin, Max (1903–1990), deutscher Maler und Bildhauer
- Eichin, Thomas (* 1966), deutscher Fußballspieler und -funktionär sowie Eishockeyfunktionär
- Eichin, Willi (1943–2002), deutscher Kunstradsportler
- Eichiner, Friedrich (* 1955), deutscher Manager
- Eichinger, Alia Delia (* 2001), deutsche Freestyle-Skisportlerin
- Eichinger, Bernd (1949–2011), deutscher Filmproduzent, Drehbuchautor und FilmregisseurBernd Eichinger (1949–2011)

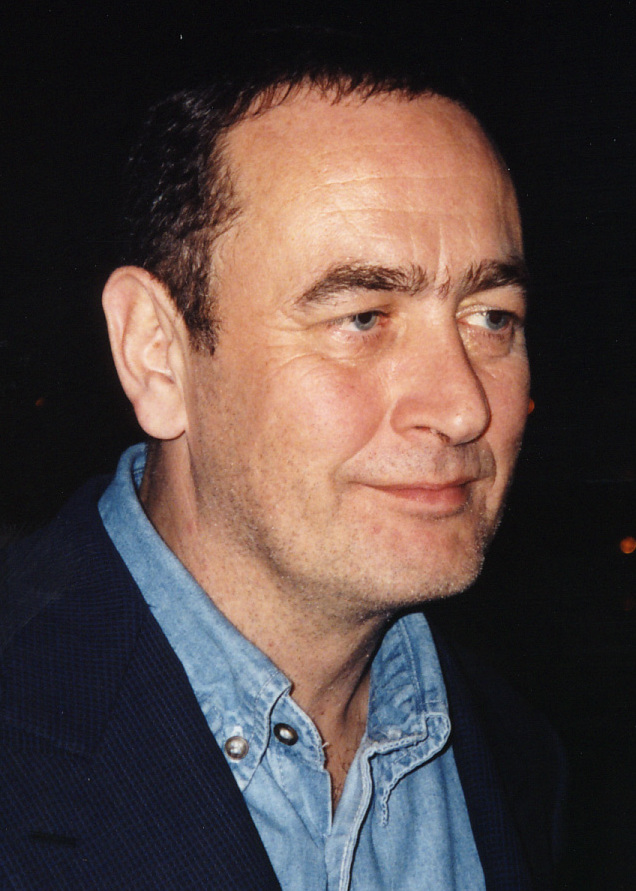
Bernd Eichinger (1949–2011)

- Eichinger, Christian (* 1976), österreichischer Politiker (KPÖ), Landtagsabgeordneter
- Eichinger, Ernst (1929–2015), deutscher Künstler
- Eichinger, Florian (* 1971), deutscher Regisseur, Autor und Filmproduzent
- Eichinger, Franz Xaver (1910–1992), deutscher Steyler Missionar und Arzt
- Eichinger, Gregor (* 1956), österreichischer Architekt und Designer
- Eichinger, Heinrich, deutscher Turner und Turnlehrer des TSV 1860 München
- Eichinger, Johann (1886–1967), österreichischer Politiker (CS, VF, ÖVP), Abgeordneter zum Nationalrat
- Eichinger, Johann (* 1907), österreichischer NSDAP-Kreisleiter
- Eichinger, Julia (* 1992), deutsche Freestyle-Skisportlerin
- Eichinger, Julian (* 1991), deutscher Eishockeyspieler
- Eichinger, Karl (1897–1983), österreichischer Politiker (ÖVP), Abgeordneter zum Nationalrat, Mitglied des Bundesrates
- Eichinger, Karl (* 1965), österreichischer Pianist
- Eichinger, Katja (* 1971), deutsche Journalistin und Autorin
- Eichinger, Leopold (1940–2009), österreichischer Politiker (ÖVP), Landtagsabgeordneter, Mitglied des Bundesrates
- Eichinger, Ludwig M. (* 1950), deutscher Sprachwissenschaftler
- Eichinger, Mathias (* 1954), deutscher Volleyball-Trainer
- Eichinger, Nina (* 1981), deutsche ModeratorinNina Eichinger (* 1981)

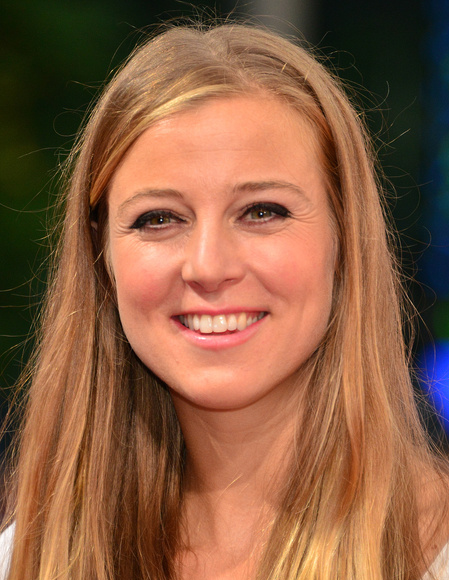
Nina Eichinger (* 1981)

- Eichinger, Noel (* 2001), deutscher Fußballspieler
- Eichinger, Sabine, deutsche Film-Produktionsleiterin
- Eichinger, Thomas (* 1974), deutscher Politiker (CSU), Landrat des Landkreises Landsberg am Lech

#### Eichk
- Eichkorn, Bernhard (* 1934), deutscher katholischer Geistlicher und Esperantist
- Eichkorn, Seppo (* 1956), deutscher Fußballtrainer

#### Eichl
- Eichlam, Friedrich (1862–1911), deutscher Botaniker
- Eichler von Auritz, Friedrich Casimir Elias (1768–1829), preußischer Offizier
- Eichler von Eichkron, Wilhelm (1818–1892), deutsch-österreichischer Eisenbahningenieur und -unternehmer
- Eichler, Adolf (1869–1911), deutsch-sowjetischer Architekt
- Eichler, Albert (1879–1953), österreichischer Anglist
- Eichler, Andreas, deutscher Mathematiker
- Eichler, Andreas (* 1954), deutscher Autor und Verleger
- Eichler, Astrid (* 1958), deutsche evangelische Theologin, Seelsorgerin, Referentin und Autorin
- Eichler, August Wilhelm (1839–1887), deutscher Botaniker
- Eichler, Caroline († 1843), deutsche Bandagistin, Instrumentenmacherin und Konstrukteurin
- Eichler, Christian (* 1959), deutscher Sportjournalist
- Eichler, Cornelia (* 1982), deutsche Volleyballnationalspielerin
- Eichler, Cuno (1888–1979), deutscher Politiker der NSDAP
- Eichler, Dieter (* 1954), deutscher Fußballspieler (DDR)
- Eichler, Eduard (1830–1887), österreichischer Unternehmer und Gründer einer Porzellanfabrik
- Eichler, Ernst (1900–1986), deutscher Erziehungswissenschaftler und Historiker
- Eichler, Ernst (1925–2005), deutscher Eishockeyspieler und -funktionär
- Eichler, Ernst (1930–2012), deutscher Sprachwissenschaftler im Bereich der Slawistik und Onomastik
- Eichler, Felix (1883–1955), preußischer Landrat und Regierungspräsident in Frankfurt (Oder)
- Eichler, Ferdinand (1863–1945), österreichischer Bibliothekar und Bibliothekswissenschaftler
- Eichler, Fritz (1887–1971), österreichischer Archäologe
- Eichler, Fritz (1911–1991), deutscher Kunsthistoriker, Maler, Regisseur und Produktdesigner
- Eichler, Georg (* 1976), deutscher Basketballtrainer
- Eichler, Gerhard (1910–1976), deutscher SED-Funktionär
- Eichler, Gerti, deutsche Schauspielerin
- Eichler, Gottfried der Jüngere (1715–1770), deutscher Zeichner und Kupferstecher, Lehrbeauftragter an der Universität Erlangen
- Eichler, Gotthelf August (1821–1896), deutscher Taubstummenlehrer
- Eichler, Hans (1879–1956), deutscher Bergassessor, Manager der Montanindustrie
- Eichler, Hans Joachim (* 1940), deutscher Physiker
- Eichler, Hansjörg (1916–1992), deutscher Botaniker
- Eichler, Hartmut (1937–2007), deutscher Sänger
- Eichler, Heinrich (1876–1932), deutscher Politiker (NSDAP), Präsident des Oldenburgischen Landtags
- Eichler, Heinz (1918–2004), deutscher Generalmajor der VP
- Eichler, Heinz (1927–2013), deutscher SED-Funktionär, MdV, Sekretär des Staatsrates der DDR und Präsidiumsmitglied der Volkskammer
- Eichler, Hermann (1839–1901), österreichischer Historien- und Genremaler
- Eichler, Hermann (1885–1968), deutscher Richter
- Eichler, Ingeborg (1923–2008), österreichische Ärztin und Pharmakologin
- Eichler, Johann Conrad (1680–1748), deutscher Maler
- Eichler, Johann Gottlieb (1808–1889), deutscher Gutsbesitzer und Politiker, MdL
- Eichler, Josef (* 1987), deutscher Basketballspieler
- Eichler, Jürgen (* 1942), deutscher Physiker
- Eichler, Karel (1845–1918), mährischer katholischer Priester, Musiker und Schriftsteller
- Eichler, Karl Theodor (1868–1946), deutscher Porzellanmodelleur und Bildhauer
- Eichler, Klaus (1939–1994), deutscher Sportfunktionär, Präsident des DTSB der DDR
- Eichler, Klaus-Dieter (* 1952), deutscher Philosoph mit dem Forschungsgebiet der antiken Philosophie
- Eichler, Kurt (1905–1990), deutscher Maler, Grafiker und Illustrator
- Eichler, Ludwig (1814–1870), deutscher Schriftsteller und Revolutionär
- Eichler, Markus (* 1982), deutscher Radrennfahrer
- Eichler, Martin (1912–1992), deutscher Mathematiker
- Eichler, Matthias Gottfried (1748–1821), deutscher Zeichner und Kupferstecher
- Eichler, Oskar (1898–1988), deutscher Pharmakologe und Toxikologe
- Eichler, Pascal (* 2002), deutscher Volleyballspieler
- Eichler, Ralph (* 1947), Schweizer Physiker
- Eichler, Reinhold Max (1872–1947), deutscher Maler, Zeichner und Illustrator
- Eichler, Richard W. (1921–2014), deutscher Kunsthistoriker
- Eichler, Rudolf (1893–1967), deutscher Kommunist, Gewerkschafter und Widerstandskämpfer
- Eichler, Sarah (* 1987), deutsche Volleyball- und Beachvolleyballspielerin
- Eichler, Ulrich (* 1952), deutscher Politiker (CDU), MdA
- Eichler, Valentin (* 1980), deutscher Bratschist
- Eichler, Viktor (1897–1969), deutscher Bildhauer
- Eichler, Volker (* 1953), deutscher Archivar
- Eichler, Wassilij (* 1992), deutsch-russischer Schauspieler
- Eichler, Wilhelmine (1872–1937), deutsche Politikerin (SPD, KPD), MdR
- Eichler, Willi (1896–1971), deutscher Journalist und Politiker (SPD), MdL, MdB
- Eichler, Winfried (1939–2004), deutscher Politiker (CDU)
- Eichler, Wolfdietrich (1912–1994), deutscher Zoologe
- Eichler, Wolfgang (* 1935), deutscher Pädagoge und wissenschaftlicher Mitarbeiter
- Eichler, Wolfgang (* 1938), deutscher Politiker (SPD), MdL
- Eichler, Wolfgang (* 1940), deutscher Germanist, Sprachwissenschaftler und Hochschullehrer
- Eichler, Yisrael (* 1955), israelischer Politiker, Journalist und Autor
- Eichlerówna, Irena (1908–1990), polnische Film- und Theaterschauspielerin
- Eichlinger, Pius (* 1925), deutscher Maler, Plastiker, Grafiker, Keramiker und Kunstlehrer
- Eichlseder, Maria (* 1988), österreichische Informatikerin
- Eichlseder, Wilfried (* 1956), österreichischer Maschinenbauer und Hochschullehrer

#### Eichm
- Eichmann, Adolf (1906–1962), deutscher SS-Obersturmbannführer und Leiter des Referats AuswanderungAdolf Eichmann (1906–1962)

Adolf Eichmann (1906–1962)

- Eichmann, Alfred (* 1975), österreichischer Benediktiner und Abt
- Eichmann, Bernd (* 1966), deutscher Fußballspieler
- Eichmann, Bruno (* 1952), Schweizer Automobilrennfahrer
- Eichmann, Dietrich (* 1966), deutscher Komponist und Improvisationsmusiker (Piano)
- Eichmann, Eduard (1870–1946), deutscher Kirchenrechtler
- Eichmann, Eric (* 1965), US-amerikanischer Fußballspieler
- Eichmann, Ewald Joachim von (1653–1714), deutscher Rechtsgelehrter und Kommunalpolitiker
- Eichmann, Franz August (1793–1879), preußischer Innenminister
- Eichmann, Franz von (1864–1933), deutscher Verwaltungsbeamter
- Eichmann, Friedrich von (1826–1875), Gutsbesitzer, kaiserlich deutscher Gesandter und Politiker
- Eichmann, Fritz von (1866–1918), deutscher Verwaltungsbeamter
- Eichmann, Hans (1888–1987), deutscher Maler
- Eichmann, Heinrich (1832–1920), Landwirt und Abgeordneter
- Eichmann, Heinrich (1915–1970), Schweizer Maler und Grafiker
- Eichmann, Ingo (1901–1988), deutscher Gestapobeamter und SS-Führer
- Eichmann, Johann Bernhard Christoph (1748–1817), deutscher Jurist
- Eichmann, Johanna (1926–2019), deutsche Ordensfrau, Begründerin und Leiterin des jüdischen Museums WestfalenJohanna Eichmann (1926–2019)

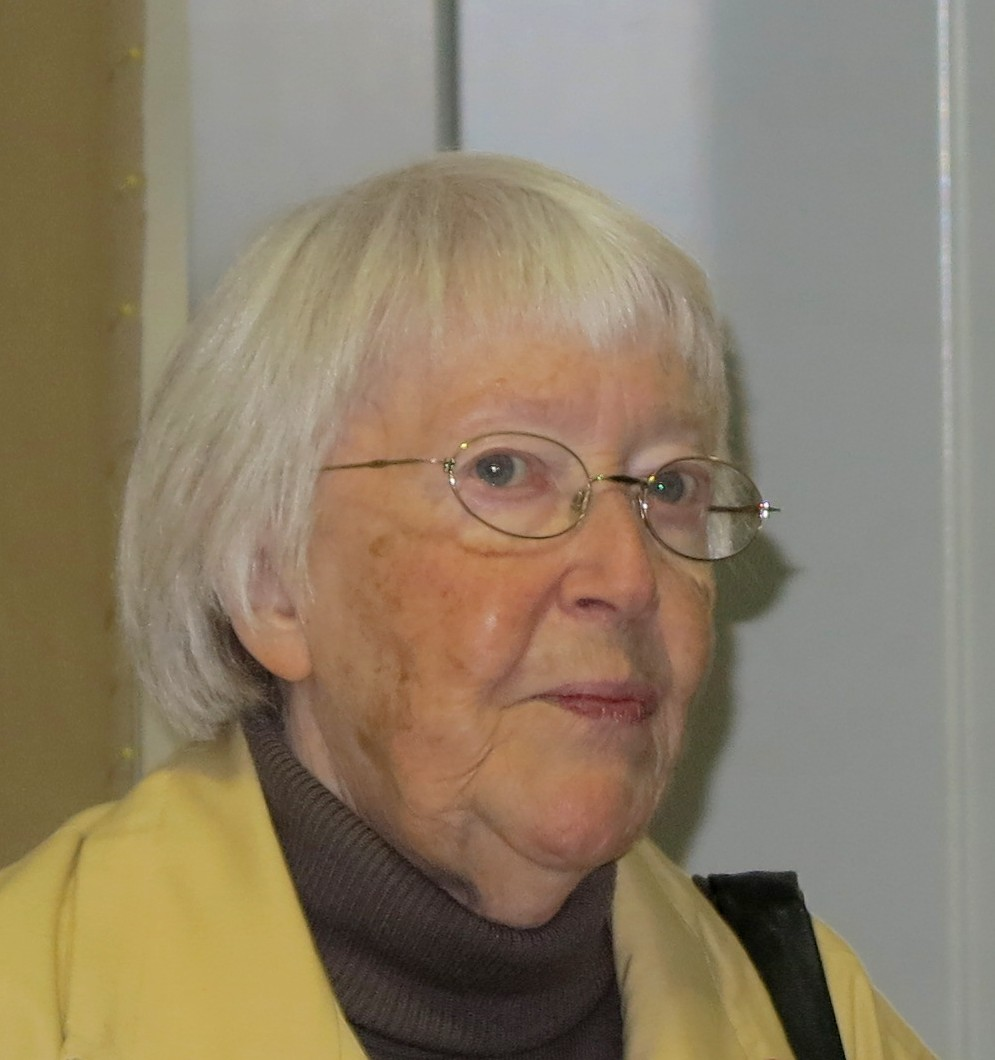
Johanna Eichmann (1926–2019)

- Eichmann, Karl (1785–1855), deutscher Rechtswissenschaftler
- Eichmann, Klaus (* 1939), deutscher Mediziner und Immunologe
- Eichmann, Marc (* 1980), Schweizer Eishockeyspieler
- Eichmann, Marion (* 1974), deutsche Künstlerin
- Eichmann, Martin Ludwig von (1710–1792), preußischer General der Infanterie
- Eichmann, Paul (1898–1978), deutscher Politiker und Fußballfunktionär
- Eichmann, Ricardo (* 1955), deutscher Vorderasiatischer Archäologe
- Eichmann, Roland (* 1972), deutscher Kommunalpolitiker
- Eichmann-Leutenegger, Beatrice (* 1945), Schweizer Literaturkritikerin und Schriftstellerin
- Eichmans, Fjodor Iwanowitsch (1897–1938), sowjetischer Geheimdienstmitarbeiter
- Eichmeier, Sascha (* 1990), deutscher Fußballspieler
- Eichmeyer, Emma (* 2000), deutsche Basketballspielerin
- Eichmeyer, Hansjörg (1940–2019), österreichischer evangelisch-lutherischer Theologe
- Eichmeyer, Helmut (1926–2013), deutscher Montanwissenschaftler und Hochschullehrer
- Eichmeyer, Hermann (1864–1928), deutscher Industrieller
- Eichmüller, Ines (* 1980), deutsche Politikerin (Bündnis 90/Die Grünen), Sprecherin der Grünen JugendInes Eichmüller (* 1980)

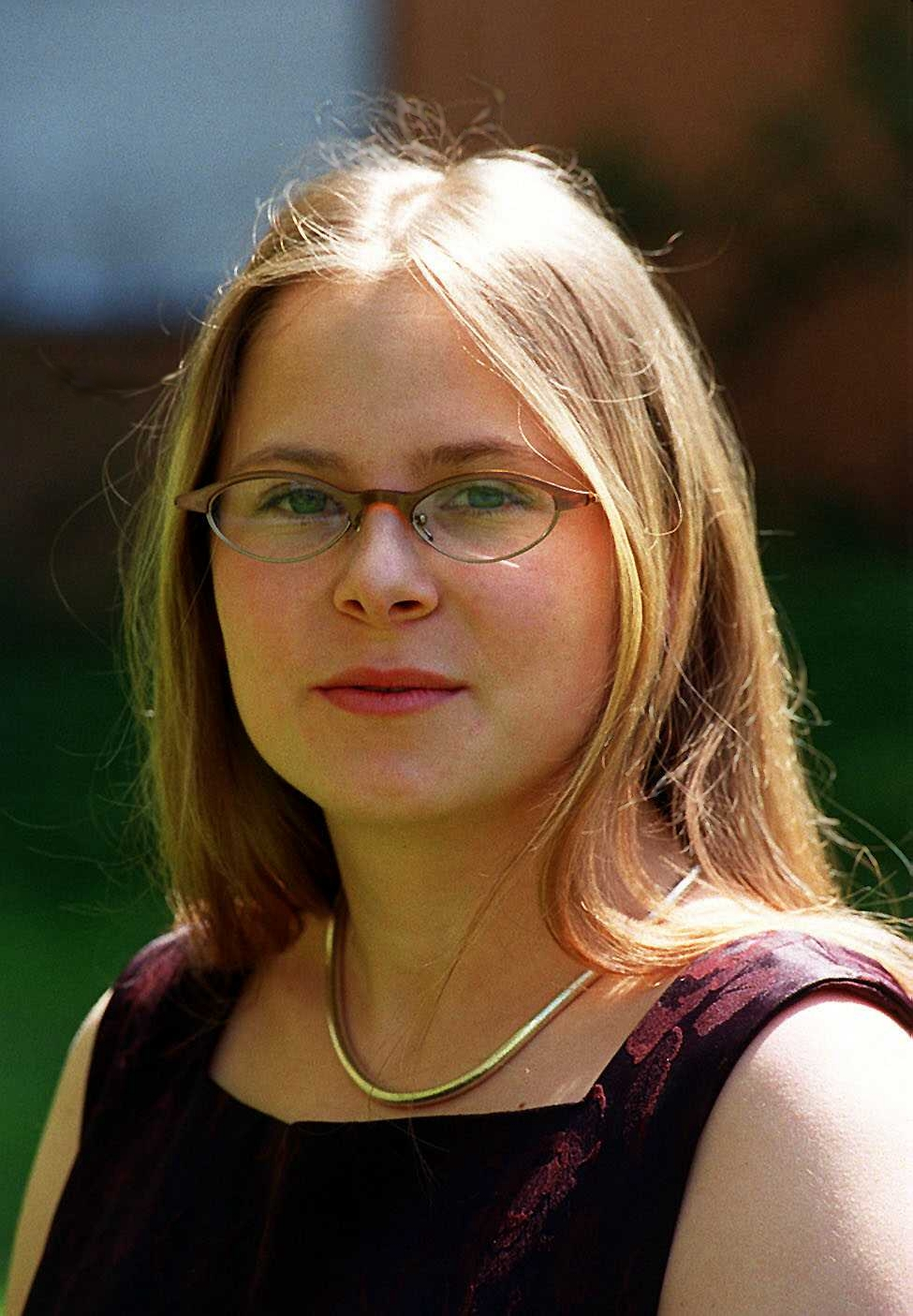
Ines Eichmüller (* 1980)

#### Eichn
- Eichner, Adelheid Maria (1762–1787), deutsche Komponistin
- Eichner, Bernd (* 1953), deutscher Schauspieler, Synchron- und Hörspielsprecher
- Eichner, Billy (* 1978), US-amerikanischer Schauspieler und Komiker
- Eichner, Christian (* 1982), deutscher Fußballspieler und -trainerChristian Eichner (* 1982)

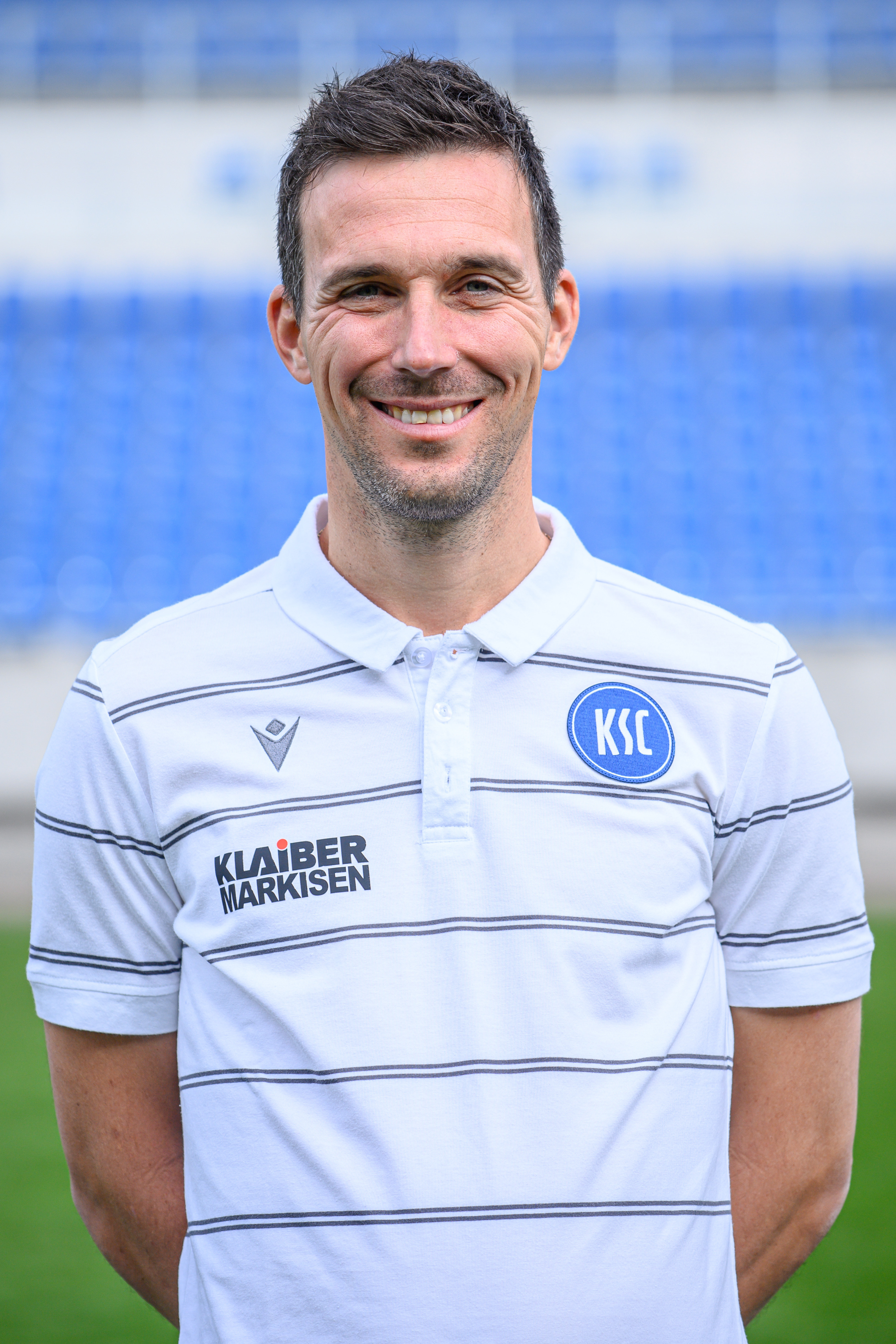
Christian Eichner (* 1982)

- Eichner, Cornelia (* 1972), deutsche Schriftstellerin
- Eichner, Ernst (1740–1777), deutscher Komponist
- Eichner, Florian (* 1985), deutscher Ruderer
- Eichner, Hans (1921–2009), kanadischer Germanist
- Eichner, Heidrun (* 1973), deutsche Islamwissenschaftlerin
- Eichner, Heiner (1942–2024), deutscher und österreichischer Linguist, Indogermanist und Hochschullehrer
- Eichner, Hellmuth (1946–2012), deutscher Maler und Bildhauer
- Eichner, Johannes (1886–1958), deutscher Kunsthistoriker
- Eichner, Josef (1899–1979), deutscher Politiker (BP), MdB
- Eichner, Julius (* 1907), deutscher nationalsozialistischer Kommunalpolitiker
- Eichner, Karl (1936–2021), deutscher Lebensmittelchemiker und Hochschullehrer
- Eichner, Klaus (* 1939), deutscher stellvertretender Abteilungsleiter im Ministerium für Staatssicherheit der DDR
- Eichner, Klaus (1945–2012), deutscher Soziologe
- Eichner, Kurt (1898–1969), deutscher Politiker (NSDAP), MdR
- Eichner, Steffen (* 1960), deutscher Politiker (SPD)
- Eichner, Sylvia (* 1957), deutsche Schwimmerin
- Eichner, Tanja (* 1974), deutsche politische Beamtin (CDU)
- Eichner, Thomas, deutscher Wirtschaftswissenschaftler
- Eichner, Tobias (* 1973), deutscher Diplomat
- Eichner, Walter (1950–2020), deutscher Politiker (CSU), Landrat des Landkreises Landsberg am Lech

#### Eicho
- Eichorn, Johann (1524–1583), deutscher Buchdrucker und Verleger in Frankfurt (Oder)

#### Eichr
- Eichrodt, August (1800–1856), badischer Beamter
- Eichrodt, Hellmut (1872–1943), deutscher Maler und Grafiker
- Eichrodt, Johann (1582–1638), Predigersohn und Jurist
- Eichrodt, Ludwig (1827–1892), deutscher Jurist und humoristischer Dichter
- Eichrodt, Ludwig Friedrich (1798–1844), deutscher Verwaltungsbeamter und Politiker
- Eichrodt, Otto (1867–1944), deutscher Maler, Grafiker, Illustrator, Dichter und Komponist
- Eichrodt, Walther (1890–1978), protestantischer Theologe und Alttestamentler

#### Eichs
- Eichstädt, Heinrich (1823–1905), deutscher Schachkomponist
- Eichstädt, Heinrich Karl (1771–1848), deutscher Altphilologe
- Eichstädt, Peter (* 1946), deutscher Bahnradsportler
- Eichstädt, Peter (* 1950), deutscher Politiker (SPD), MdL
- Eichstädt-Bohlig, Franziska (* 1941), deutsche Politikerin (GRÜNE), MdA, MdB
- Eichstaedt, Karl Friedrich Eduard (1801–1883), preußischer Generalmajor
- Eichstaedt, Leo (1855–1929), deutscher Richter und Parlamentarier
- Eichstaedt, Lorenz (1596–1660), deutscher Mediziner und Astronom
- Eichstaedt, Rudolf (1857–1924), deutscher Maler
- Eichstaedt, Senta, deutsche Schauspielerin
- Eichstedt, Carl Ferdinand (1816–1892), deutscher Gynäkologe und Hochschullehrer in Greifswald
- Eichstedt, Werner von (1896–1944), deutscher Offizier, zuletzt Generalmajor im Zweiten Weltkrieg

#### Eicht
- Eichten, Estia (* 1946), US-amerikanischer Physiker
- Eichthal, David von (1775–1850), deutscher Industrieller
- Eichthal, Eugène d’ (1844–1936), französischer Ökonom, Soziologe und Dichter
- Eichthal, Karl von (1813–1880), königlich bayerischer Hofbankier
- Eichthal, Rudolf von (1877–1974), österreichischer Offizier, Schriftsteller und Musiker
- Eichthal, Simon von (1787–1854), bayerischer Hofbankier, königlich griechischer Staatsrat
- Eichtinger, Karl (1924–2014), österreichischer Lehrer, Schuldirektor und Politiker, Vizebürgermeister von Kindberg, Landtagsabgeordneter der Steiermark
- Eichtinger, Martin (* 1961), österreichischer Diplomat
- Eichtinger, Thomas Christian (* 1982), österreichischer Drehbuchautor und Filmproduzent

#### Eichw
- Eichwald, Ernst J. (1913–2007), US-amerikanischer Pathologe
- Eichwald, Håkan von (1908–1964), schwedischer Dirigent und Komponist
- Eichwald, Karl Eduard (1795–1876), deutsch-baltischer Naturforscher
- Eichwald, Maria (* 1974), kasachisch-deutsche Balletttänzerin
- Eichwald, Michaela (* 1967), deutsche Malerin
- Eichwede, Ferdinand (1878–1909), deutscher Architekt und Hochschullehrer in Hannover
- Eichwede, Friedrich (1877–1938), deutscher Politiker, Abgeordneter des Provinziallandtages der Provinz Hessen-Nassau
- Eichwede, Sonja (* 1987), deutsche Politikerin (SPD)Sonja Eichwede (* 1987)

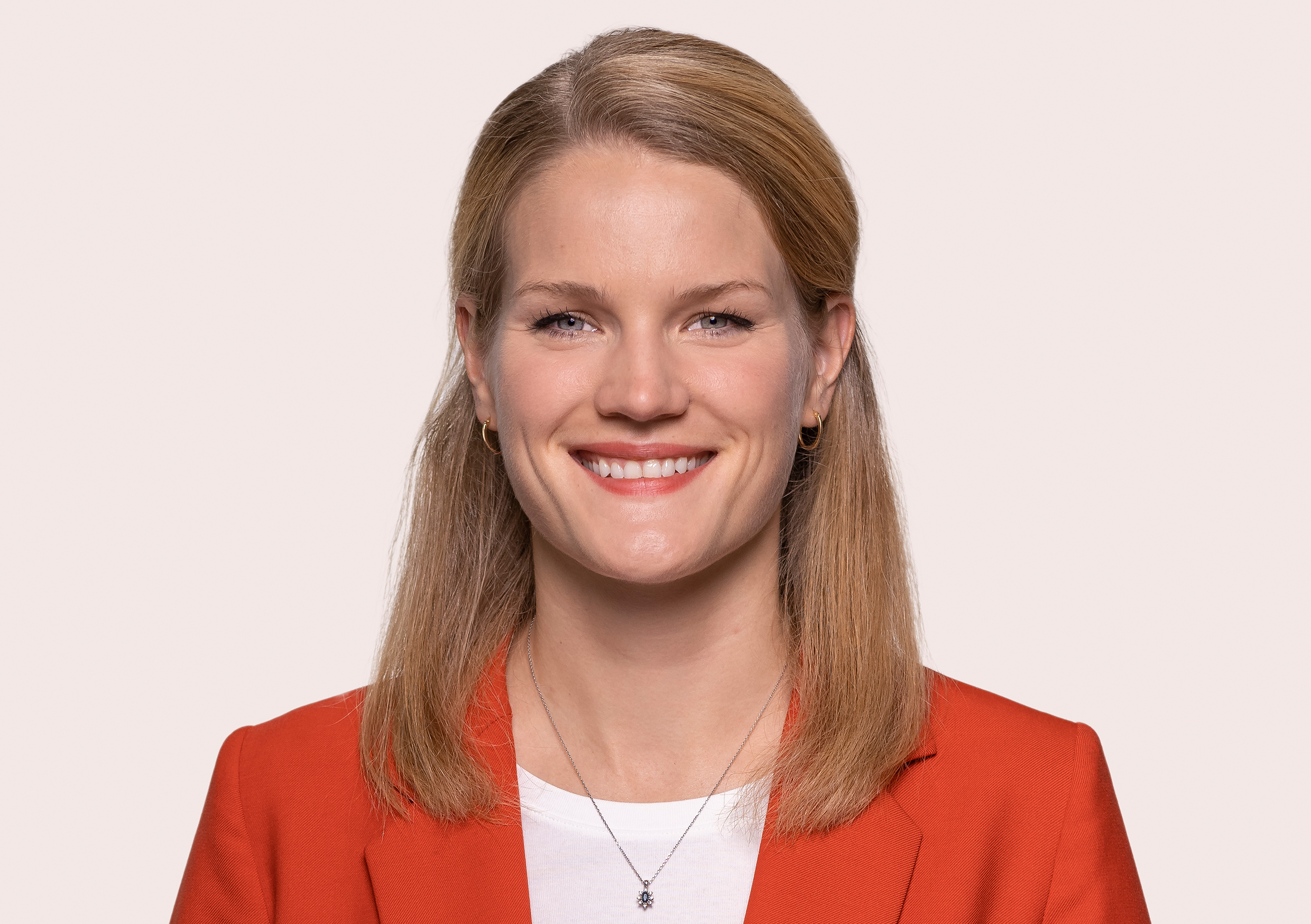
Sonja Eichwede (* 1987)

- Eichwede, Wolfgang (* 1942), deutscher HistorikerWolfgang Eichwede (* 1942)

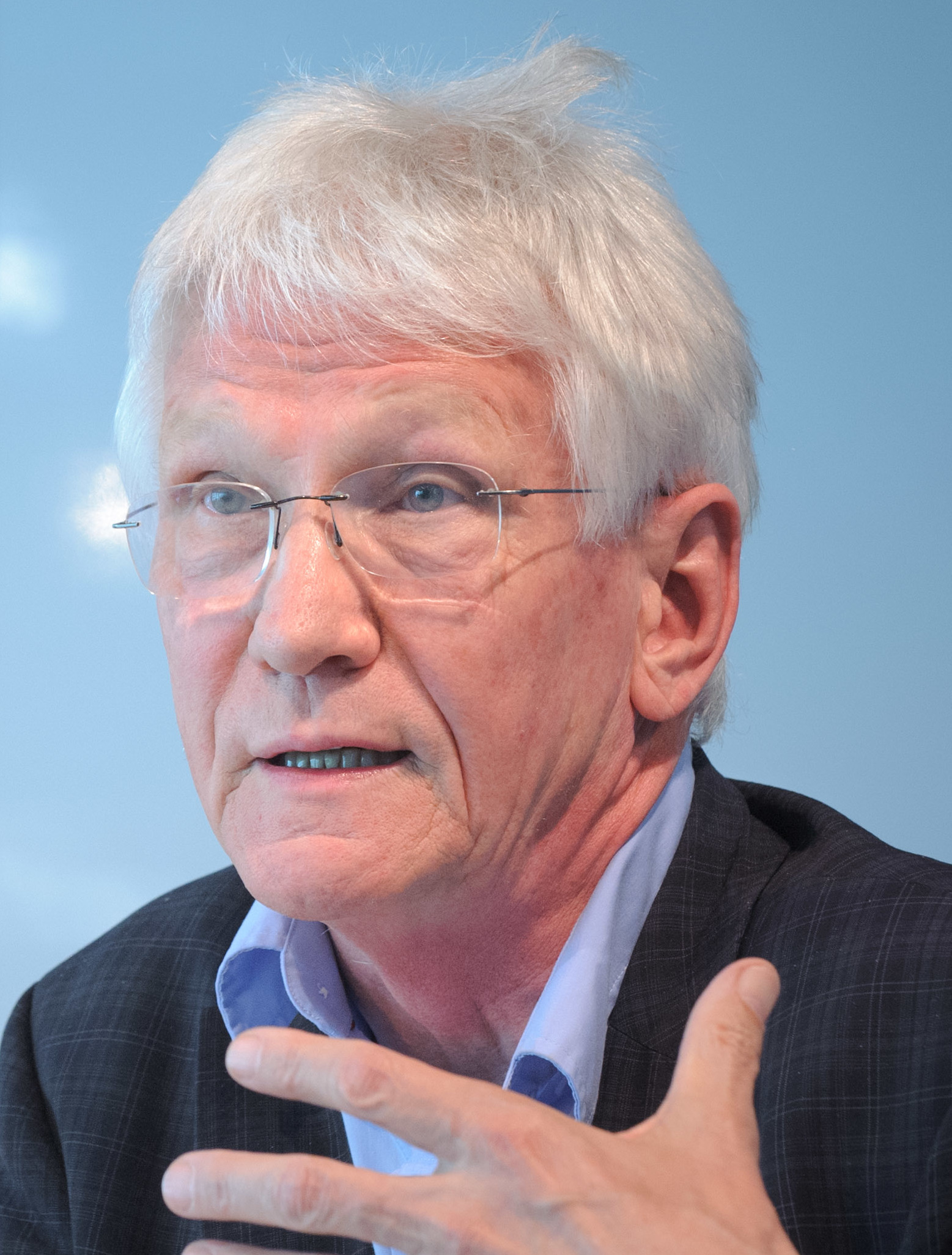
Wolfgang Eichwede (* 1942)

- Eichwurzel, Bernd (* 1964), deutscher Olympiasieger im Rudern

### Eick
- Eick, Annette (1909–2010), deutsch-britische Schriftstellerin und Journalistin
- Eick, Bernhard Clemens August (1814–1868), deutscher Altertumsforscher
- Eick, Christophe (* 1960), deutscher Diplomat
- Eick, Dennis (* 1971), deutscher Sachbuch-, Roman- und Drehbuchautor, sowie Dozent
- Eick, Franz von (* 1619), deutscher Jurist
- Eick, Hans (1906–1979), deutscher Gewerkschaftsfunktionär und Kommunalpolitiker
- Eick, Hans (1932–2009), deutscher Fotograf
- Eick, Hans-Joachim (1925–1980), deutscher Botschafter
- Eick, Jürgen (1920–1990), deutscher Wirtschaftsjournalist, Publizist und Herausgeber
- Eick, Karl-Gerhard (* 1954), deutscher Manager, Vorstandsvorsitzender von Arcandor
- Eick, Mario (* 1969), deutscher Theaterregisseur und -intendant
- Eick, Mathias (* 1979), norwegischer Multiinstrumentalist im Bereich des Jazz und der Rockmusik
- Eick, Simone (* 1972), deutsche Historikerin und Migrationsforscherin
- Eick, Wolfgang (* 1952), deutscher Jurist, Präsident des 7. Zivilsenats des Bundesgerichtshofs
- Eicke und Polwitz, Adam Friedrich von (1706–1770), preußischer Landrat im Landkreis Falkenberg O.S.
- Eicke und Polwitz, Johann von (1716–1789), preußischer Landrat im Kreis Leobschütz
- Eicke, Derik (* 1974), deutscher Politiker (SPD), MdBB
- Eicke, Doris (1901–1987), Schweizer Romanschriftstellerin
- Eicke, Ernst Friedrich von (1828–1887), schlesischer Rittergutsbesitzer und Politiker
- Eicke, Hans (1885–1947), deutscher Leichtathlet
- Eicke, Hermann (1837–1897), deutscher Unternehmer und Erfinder
- Eicke, Johann August von (1740–1805), preußischer Oberst und Bataillonskommandeur
- Eicke, Karl (1887–1959), deutscher Organisationsgutachter, Rationalisierungsexperte und Wegbereiter der Informatik
- Eicke, Otto (1889–1945), deutscher Schriftsteller und Verlagsredakteur
- Eicke, Theodor (1892–1943), deutscher Politiker (NSDAP), MdR, SS-Obergruppenführer der SS-Totenkopfverbände und General der Waffen-SS, Kommandant des KZ Dachau und Inspekteur der KonzentrationslagerTheodor Eicke (1892–1943)

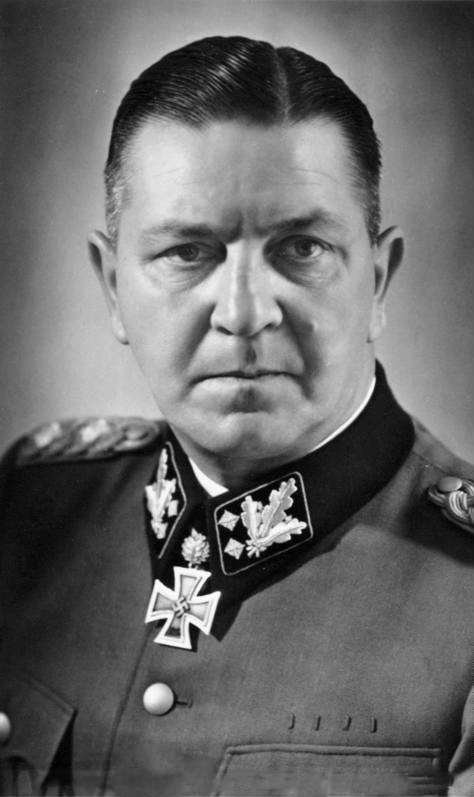
Theodor Eicke (1892–1943)

- Eicke, Theodor Ernst von (1764–1850), preußischer Offizier, zuletzt Generalleutnant
- Eicke, Tim (* 1966), britisch-deutscher Jurist und Richter am Europäischen Gerichtshof für Menschenrechte
- Eicke, Ulrich (* 1952), deutscher Kanute
- Eicke, Werner-Joachim (1911–1988), deutscher Psychiater und Neurologe
- Eicke, Wolfram (1955–2019), deutscher Schriftsteller und Liedermacher
- Eickel, Ferdinand (1897–1980), deutscher NSDAP-Funktionär, Landrat des Kreises Büren (1936–1945)
- Eickel, Jürgen (* 1935), deutscher Informatiker und Professor an der Fakultät für Informatik der Technischen Universität München
- Eickelbaum, Karin (1937–2004), deutsche Film- und Theaterschauspielerin
- Eickelbeck, Guido (* 1965), deutscher Radrennfahrer
- Eickelberg, Dörthe (* 1975), deutsche Moderatorin und Schauspielerin
- Eickelberg, Jan (1972–2022), deutscher Jurist
- Eickelberg, Oliver (* 1968), deutscher Mediziner und Pneumologe
- Eickelberg, Willem Hendrik (1845–1920), niederländischer Veduten- und Marinemaler
- Eickelboom, Sibylla (1884–1931), deutsche Politikerin (Zentrum), MdL
- Eickelmann, Birgit (* 1971), deutsche Erziehungswissenschaftlerin und Hochschullehrerin
- Eickels, Klaus van (* 1963), deutscher HistorikerKlaus van Eickels (* 1963)

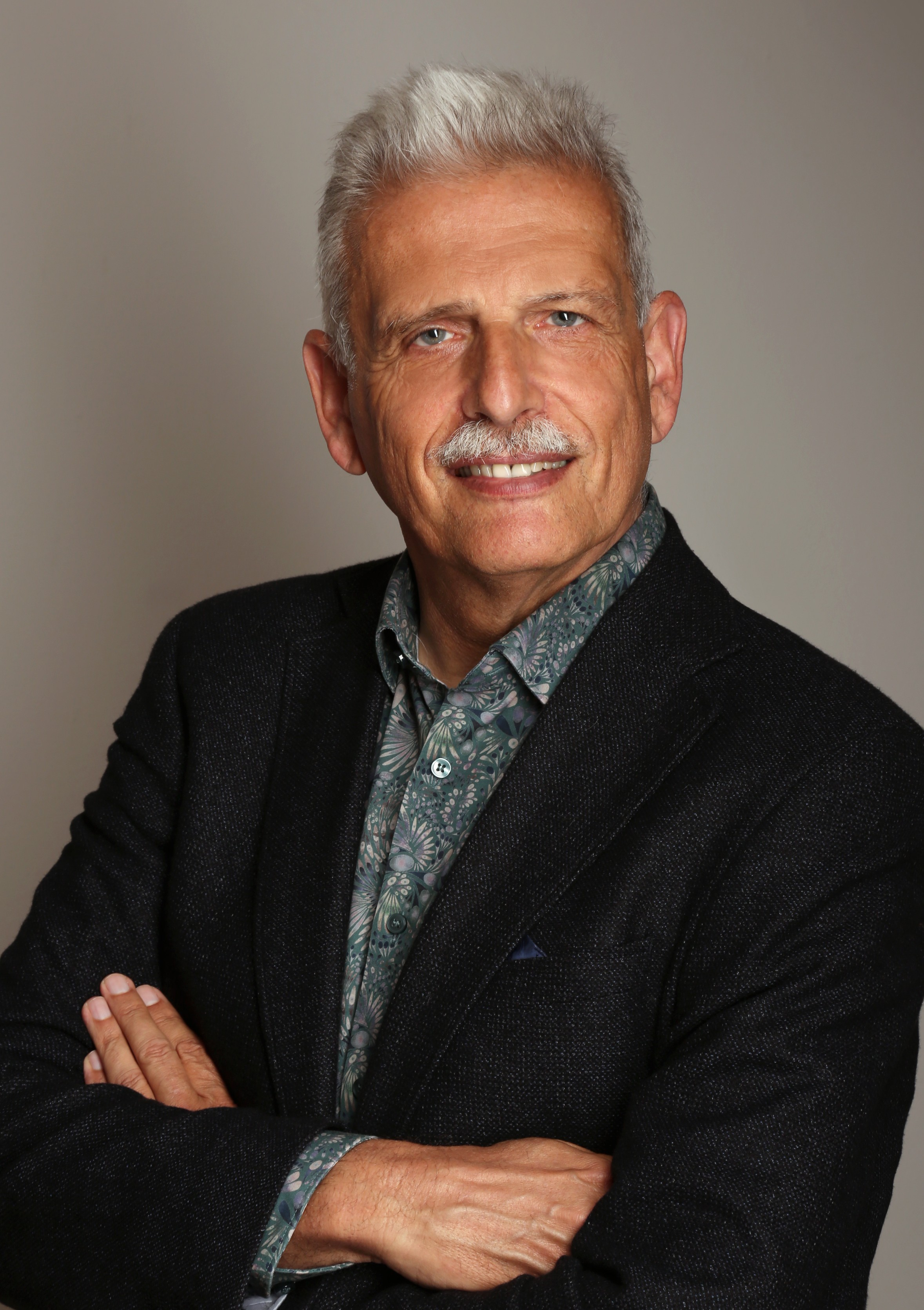
Klaus van Eickels (* 1963)

- Eickels, Konrad (* 1956), deutscher Fußballspieler und -trainer
- Eickels, Matthias (1887–1942), deutscher römisch-katholischer Eisenbahner und Märtyrer
- Eickemeyer, Rudolf (1753–1825), Universitätsdozent, Offizier und Politiker in Mainz und Rheinhessen
- Eickemeyer, Rudolf (1831–1895), deutsch-US-amerikanischer Erfinder und Unternehmer
- Eickemeyer, Rudolf Jr. (1862–1932), US-amerikanischer Fotograf
- Eicken, Carl Otto von (1873–1960), deutscher HNO-Arzt und Hochschullehrer
- Eicken, Elisabeth von (1862–1940), deutsche Landschaftsmalerin und Kunstgewerblerin
- Eicken, Heinrich von (1846–1890), deutscher Historiker und Archivar
- Eicken, Hermann Heinrich von (1808–1888), deutscher Kaufmann, Stadtverordnetenvorsteher und Handelskammerpräsident
- Eicken, Johann Wilhelm von (1749–1804), deutscher Kaufmann und Tabakfabrikant
- Eicken, Paul in den (1945–2013), deutscher Grafiker und Maler
- Eickenboom, Peter (* 1942), deutscher Verwaltungsjurist, Staatssekretär
- Eickenrodt, Friedrich (1808–1881), deutscher lutherischer Theologe
- Eicker, Andreas (* 1972), deutscher Jurist
- Eicker, Cornelia (* 1963), deutsche Sängerin
- Eicker, Ernst August (1934–2021), deutscher Tenor und Chorleiter
- Eicker, Friedhelm (1927–2022), deutscher Statistiker und Hochschullehrer
- Eicker, Friedhelm (* 1947), deutscher Berufspädagoge und Berufswissenschaftler
- Eicker, Ruthild (* 1959), deutsche Sängerin
- Eicker, Stefan (* 1960), deutscher Wirtschaftsinformatiker und Hochschullehrer
- Eicker, Ursula (* 1963), deutsche Physikerin und Hochschullehrerin an der Hochschule für Technik Stuttgart
- Eickerling, Manfred (* 1951), deutscher Fußballspieler
- Eickermann, Frank, deutscher Autor, Unternehmer, Gründer einer neuen religiösen Bewegung
- Eickhof, Gerri (* 1958), niederländischer Fernsehjournalist, Moderator und Reporter
- Eickhoff, Albert (1935–2022), deutscher Modehändler
- Eickhoff, Anthony (1827–1901), deutsch-amerikanischer Journalist, Anwalt, US-Kongressabgeordneter
- Eickhoff, Bennet (* 1995), deutscher Fußballspieler
- Eickhoff, Ekkehard (1927–2019), deutscher Historiker und Diplomat
- Eickhoff, Felix (* 1994), deutscher Musikproduzent und DJ
- Eickhoff, Frauke (* 1967), deutsche Judoka
- Eickhoff, Friedrich (1807–1886), deutscher Lehrer, Organist, christlicher Liedsammler und -bearbeiter
- Eickhoff, Hermann (1853–1934), deutscher Lehrer und Lokalhistoriker
- Eickhoff, Hugo (1905–1972), deutscher Hals-Nasen-Ohrenarzt
- Eickhoff, Hugo (1906–1944), deutscher Politiker (KPD), MdHB, Widerstandskämpfer
- Eickhoff, Janie (* 1970), US-amerikanische Bahnradsportlerin
- Eickhoff, Karl-Hermann (* 1954), deutscher Fußballspieler
- Eickhoff, Kira (* 1988), deutsche Handballspielerin
- Eickhoff, Klaus (1936–2022), deutscher Theologe
- Eickhoff, Klaus-André (* 1972), deutscher Liedermacher, Musiker, Komponist und Autor
- Eickhoff, Lothar (1895–1970), deutscher Verwaltungsjurist und Regierungspräsident
- Eickhoff, Martina (* 1966), deutsche Diplom-Ingenieurin und Politikerin (SPD), MdB
- Eickhoff, Matthias (* 1957), deutscher Ökonom, Professor für Marketing, Innovationsmanagement und Entrepreneurship
- Eickhoff, Richard (1854–1931), deutscher Gymnasialprofessor und Politiker (FVp), MdR
- Eickhoff, Rudolf (1902–1983), deutscher Politiker (DP, CDU), MdL, MdB
- Eickhoff, Sabine (* 1963), deutsche Prähistorikerin
- Eickhoff, Valerie (* 1996), deutsche Opernsängerin (Mezzosopran)Valerie Eickhoff (* 1996)

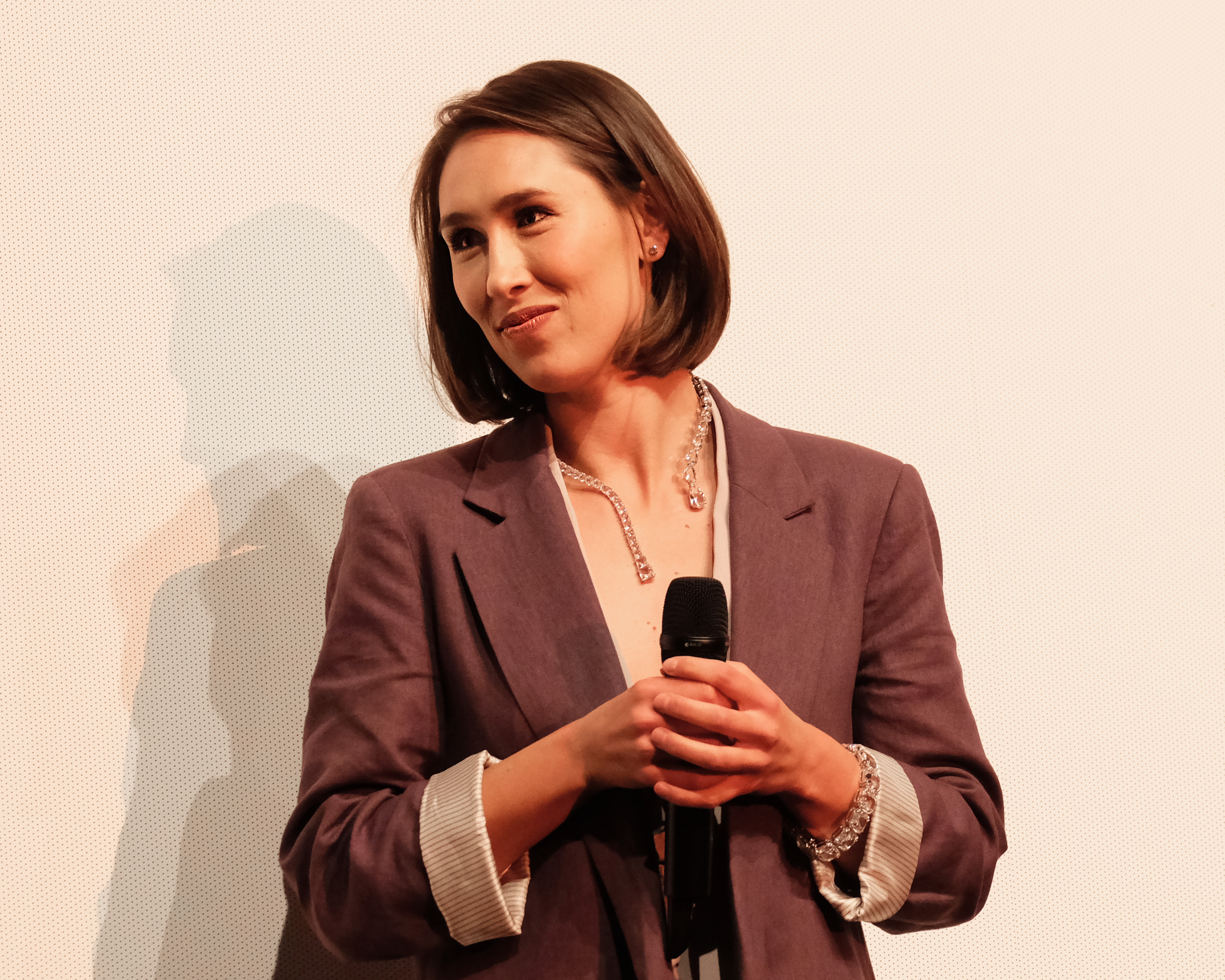
Valerie Eickhoff (* 1996)

- Eickhoff-Weber, Kirsten (* 1960), deutsche Politikerin (SPD), MdL
- Eickholt, Alfred (* 1951), deutscher Gitarrist, Hochschullehrer und Musikpädagoge
- Eickholt, Britta, Direktorin des Instituts für Molekularbiologie und Biochemie an der Charité
- Eickholt, Heinrich (1927–2018), deutscher Pädagoge, Bildungsforscher und Schriftsteller
- Eickhorst, Friedrich (* 1887), deutscher Politiker (FDP), MdL
- Eickhout, Bas (* 1976), niederländischer Politiker (GroenLinks), MdEPBas Eickhout (* 1976)

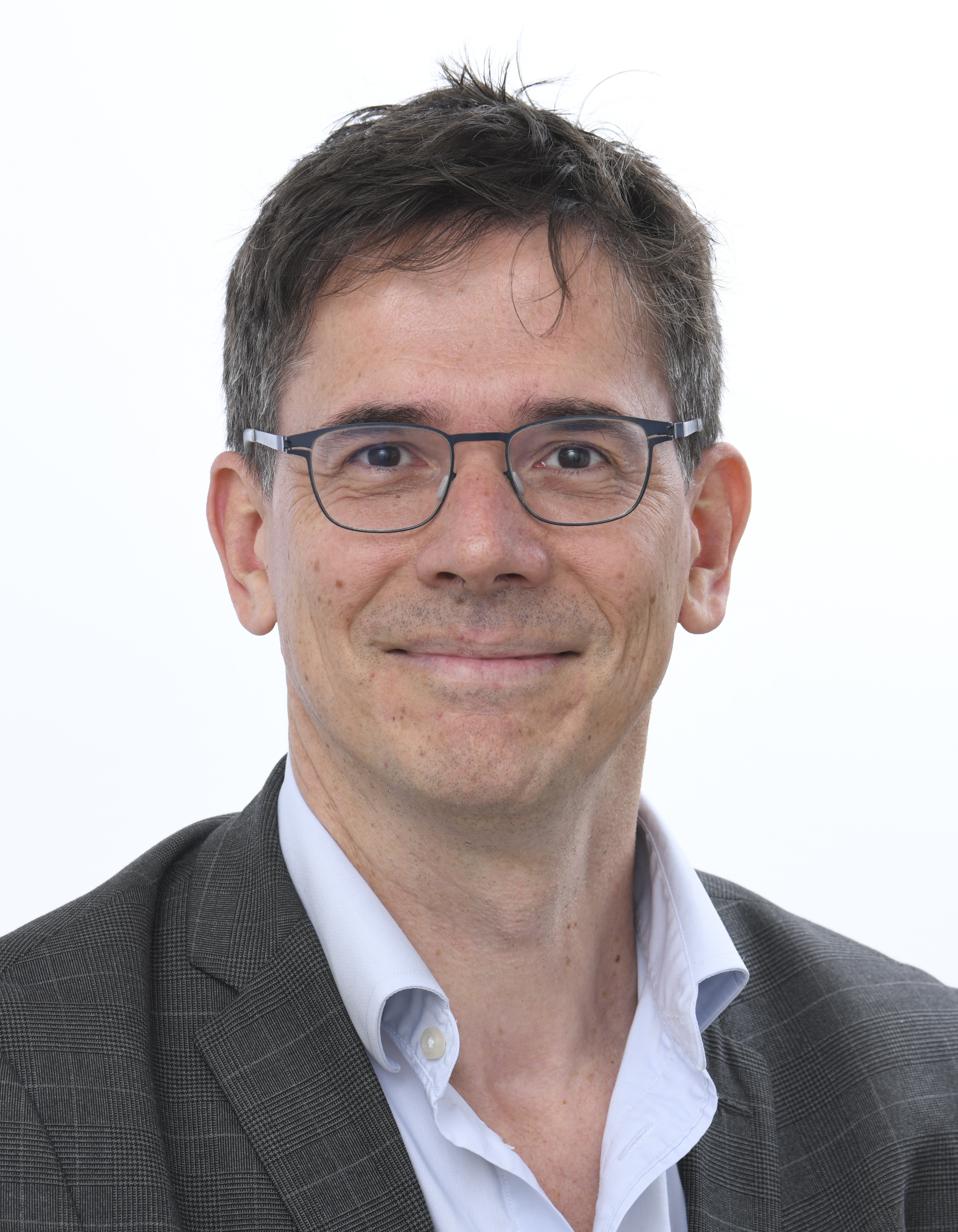
Bas Eickhout (* 1976)

- Eickmann, Armin, deutscher Basketballspieler
- Eickmann, Heinrich (1870–1911), deutscher Maler und Radierer
- Eickmann, Mia (* 2003), deutsche Fußballspielerin
- Eickmann, Sebastian (* 1989), deutscher Eishockeyspieler
- Eickmans, Heinz (* 1953), deutscher Niederlandist und Germanist
- Eickmeier, Anton (1912–1955), deutscher Politiker (CDU), MdL, Oberbürgermeister von Delmenhorst
- Eickmeier, Gerhard (1931–2024), deutscher Jurist
- Eickmeier, Peter Paul (1890–1962), deutscher Gebrauchsgrafiker, Pressezeichner und politischer Karikaturist
- Eickmeyer, Heinz (1930–1994), deutscher Filmarchitekt, Bühnenbildner und Kostümbildner
- Eickmeyer, Horst (* 1935), deutscher Verwaltungsjurist und Politiker (parteifreie Wählergruppe); Bürgermeister von Meersburg, Oberbürgermeister von Konstanz
- Eickmeyer, Karl-Arnold (1925–2007), deutscher Politiker (SPD), MdB
- Eickstedt, Alexander Dietrich von († 1727), sächsischer Generalleutnant und zuletzt Kommandant von Sonnenstein
- Eickstedt, Bernhard Friedrich von (1731–1796), preußischer Generalmajor
- Eickstedt, Caspar von (1602–1632), Landrat im Herzogtum Pommern
- Eickstedt, Dubslaff Christoph von (1588–1644), herzoglich-pommerscher Hofgerichtsrat, Amtshauptmann und Landrat, Domherr zu Cammin
- Eickstedt, Egon von (1892–1965), deutscher Anthropologe und RassentheoretikerEgon von Eickstedt (1892–1965)

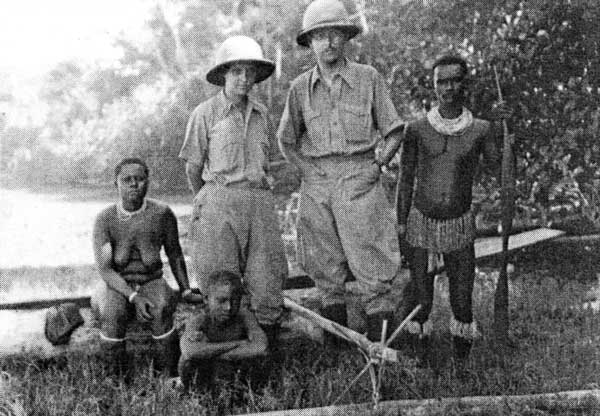
Egon von Eickstedt (1892–1965)

- Eickstedt, Ernst Heinrich Friedrich Carl von (1786–1830), preußischer Kavallerieoffizier, Provinziallandtagsabgeordneter
- Eickstedt, Georg von (1584–1655), Landrat, Mitglied des Consilium Status in Pommern
- Eickstedt, Hugo von (1832–1897), schlesischer Rittergutsbesitzer und pommerscher Hofbeamter
- Eickstedt, Klaus von (1891–1980), deutscher Agrarfunktionär und Politiker
- Eickstedt, Marcus von († 1661), herzoglich pommerscher Politiker, Diplomat und Beamter
- Eickstedt, Rudolf von (1852–1925), deutscher Marineoffizier, zuletzt Admiral
- Eickstedt, Valentin von (1527–1579), pommerscher Staatsmann
- Eickstedt, Valentin von (1669–1718), Generalmajor in dänisch-norwegischen Diensten
- Eickstedt, Vivigenz (1904–1977), deutscher Gutsherr und Filmschauspieler
- Eickstedt-Peterswald, Friedrich Wilhelm von (1703–1772), königlich preußischer geheimer Staatsrat und Kriegsminister
- Eickworth, Alfred (1907–1943), deutscher Widerstandskämpfer und Kommunist
- Eickworth, Hans (1930–1995), deutscher Bildhauer und Graphiker